# Liste de traités de droit international
Cet article contient une liste de traités, dont les arrangements historiques, les pactes, les paix signées et les contrats entre États, armées, gouvernements et tribus.

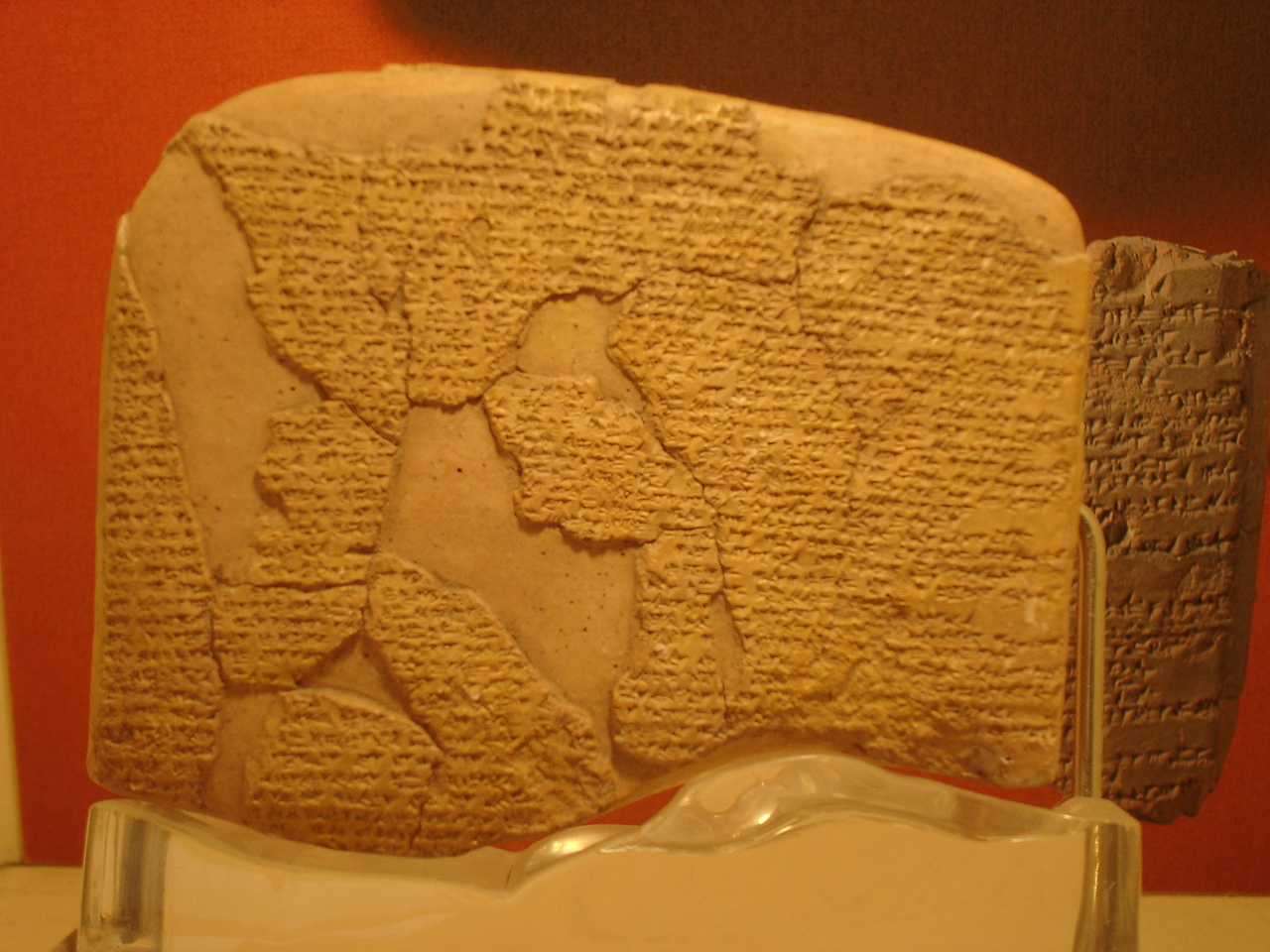
Tablette de l'un des plus anciens traités de l'histoire, traité de Kadesh, au musée archéologique d'Istanbul.

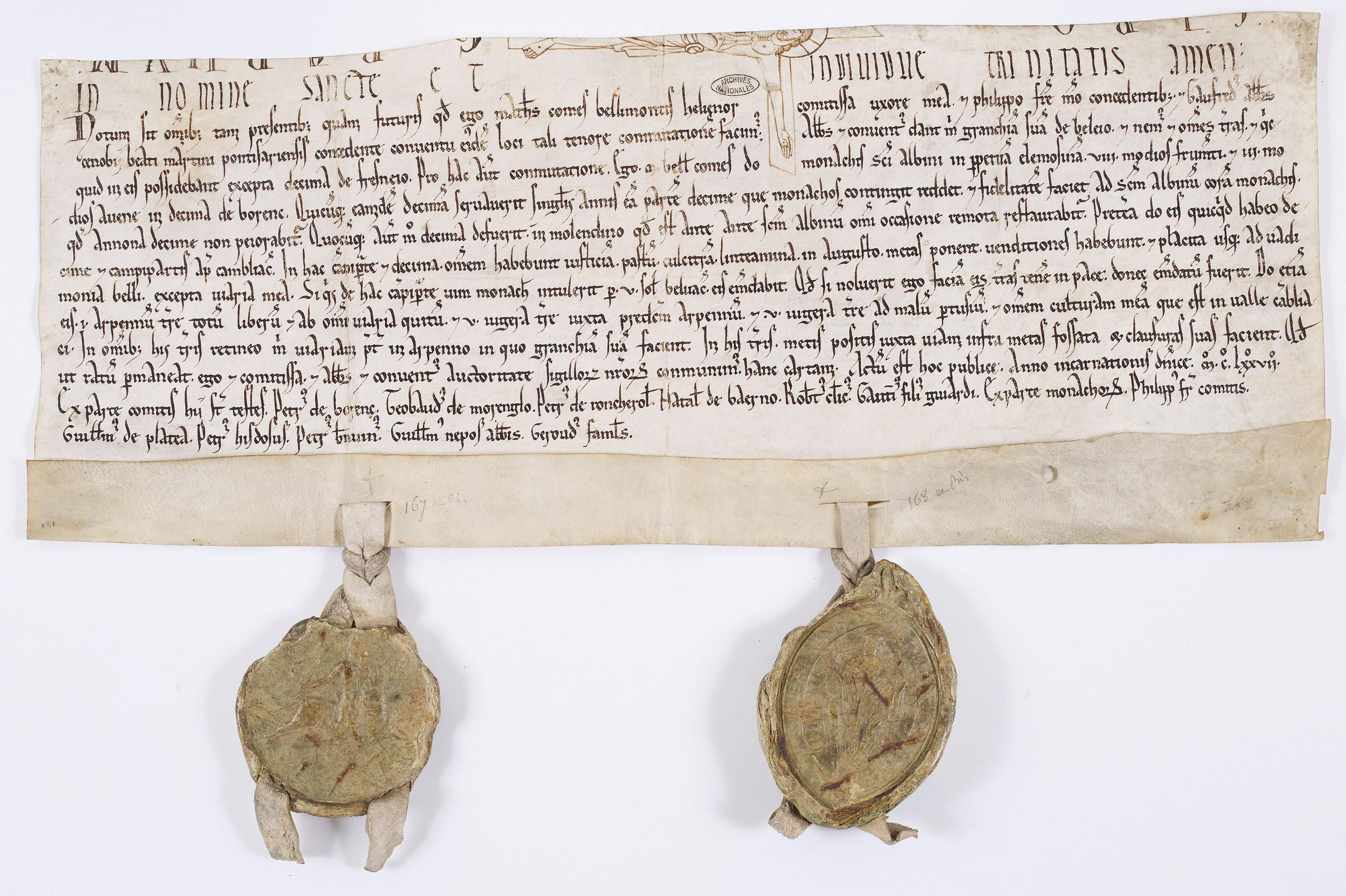
acte de 1177, échange de terres

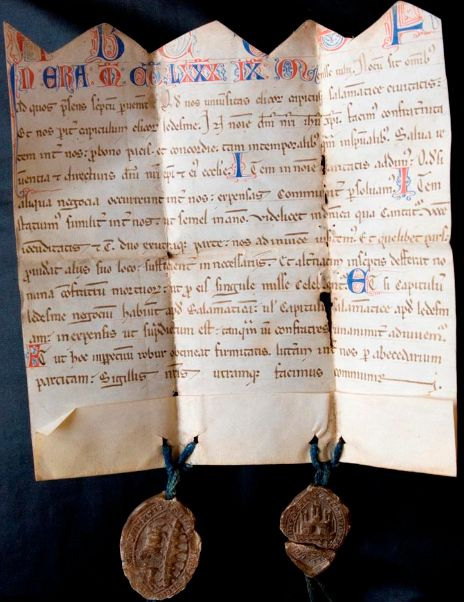
Charte de Salamanca de 1252

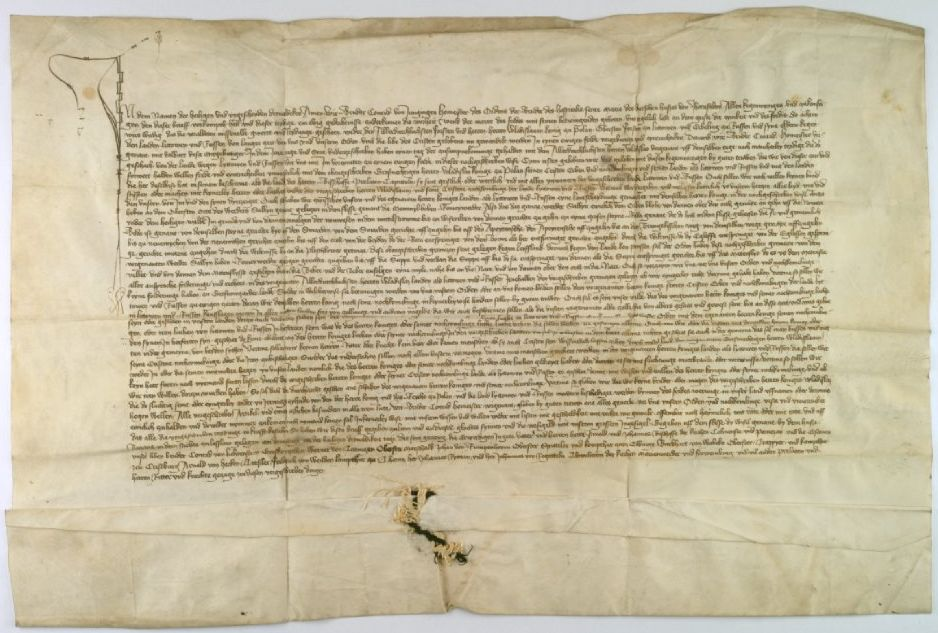
Paix de Raciąż entre la Pologne et la Lituanie

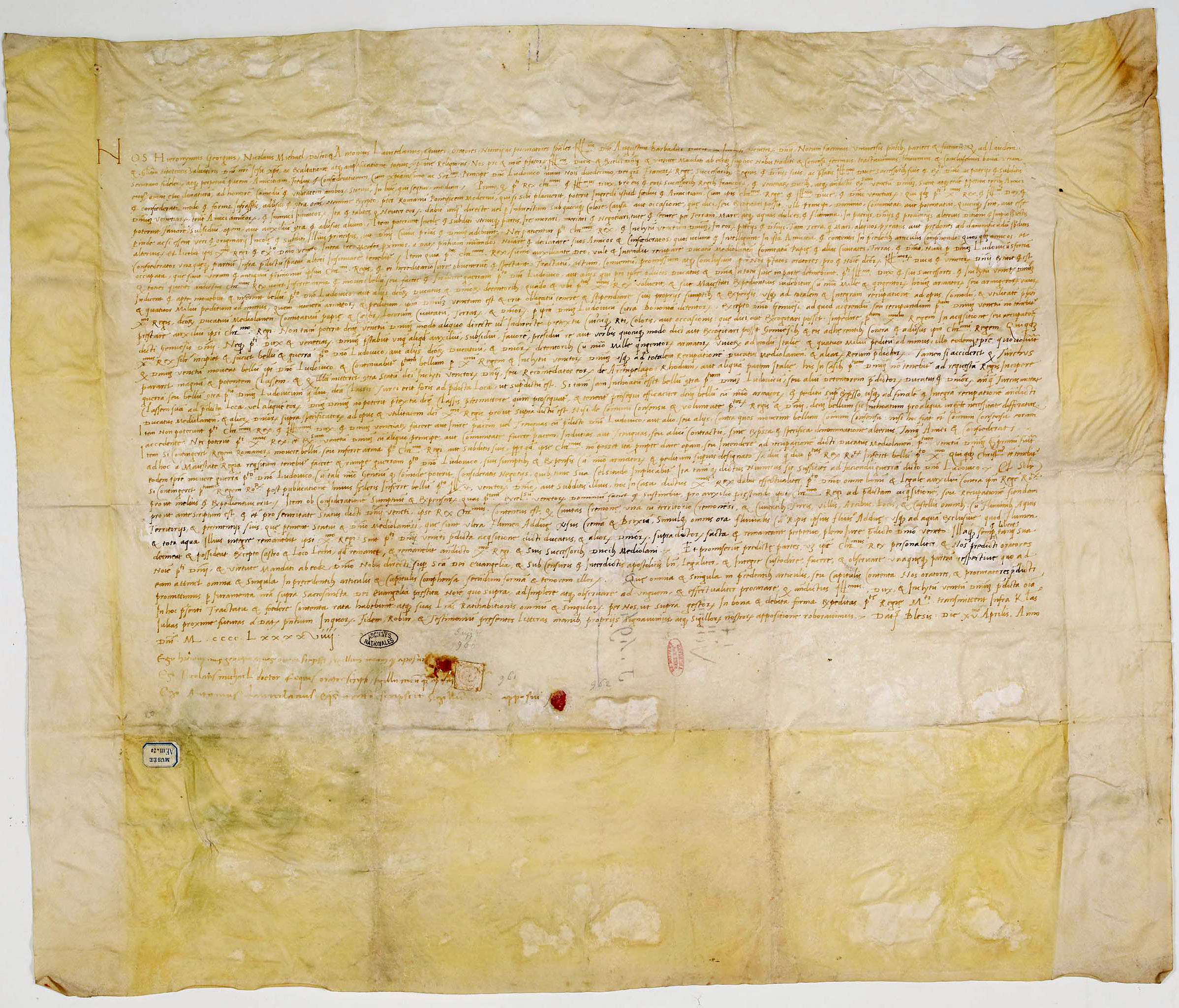
Traité de paix de 1499 établi entre Louis XII et Agostin Barbarigo

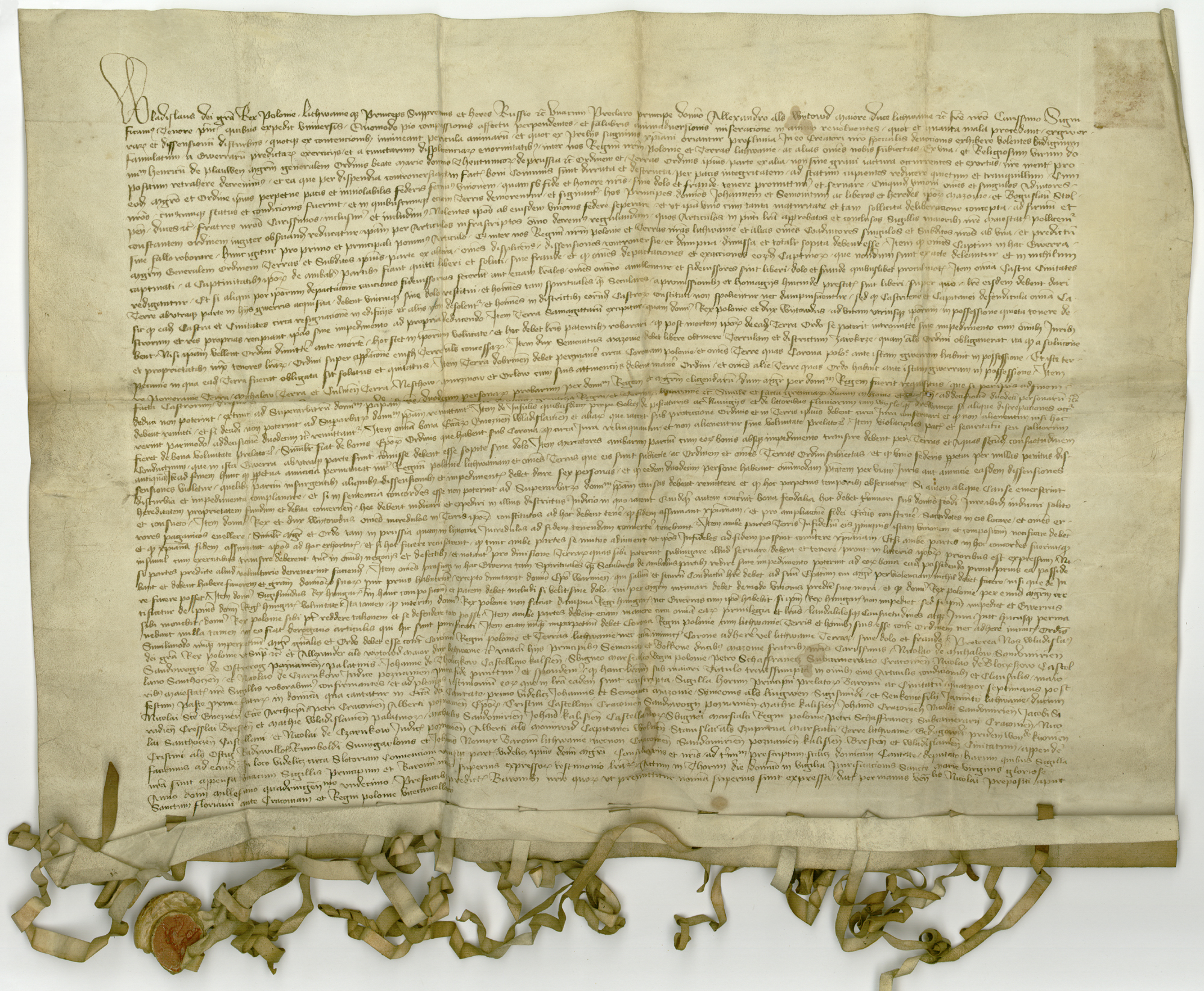
Traité de paix de Toruń de 1411

## Proche-Orient ancien
- ~-2400 : première attestation d'accord politique entre Entemena de Lagash et Lugal-kinishe-dudu d'Uruk à Sumer.
- ~-2350 : traité entre Ebla et Abarsal, plus ancien exemplaire de traité de paix connu, entre Irkab-Damu d'Ebla et la ville d'Abarsal.
- ~-2250 : traité entre Naram-Sin d'Akkad et un roi d'Awan (Élam).
- -1775/-1761 : quatre traités de paix retrouvés dans le palais du roi Zimri-Lim de Mari, dont un avec Hammurabi de Babylone.
- ~-1500/-1200 : une trentaine de traités de paix de cette période retrouvés dans les ruines de Hattusha, la capitale des Hittites, dont le plus célèbre est celui conclu entre Hattushili III et le roi égyptien Ramsès II.
- -800/-612 : une dizaine de traités de paix retrouvés dans les ruines des capitales assyriennes.

## VIIIesiècleav. J.-C.
- -750 : traités de Sfire (en) (Liban).

## VIIesiècleav. J.-C.
- ~-670 : traité d'Assarhaddon et de Baal de Tyr (en)

## VIesiècleav. J.-C.
- -509/-279 : traités entre Rome et Carthage

## Vesiècleav. J.-C.
- -493 : Fœdus Cassianum entre Romains et Latins
- -449 : paix de Callias entre la Grèce et l'Empire perse.
- -446 : paix de Trente Ans entre Athènes (Périclès) et Sparte (Archidamos II).
- -424 : congrès de Gela
- -421 fin mars : paix de Nicias entre Athènes et Sparte.

## IVesiècleav. J.-C.
- -393 : Traités entre Amyntas III et Chalcis (en)
- -386 : paix d'Antalcidas entre Sparte et l'Empire perse.
- -357/-347 : paix de Philocrate entre Athènes et la Macédoine
- -323 : accords de Babylone après la mort d'Alexandre
- -321 : accords de Triparadisos réorganisation de l'empire d'Alexandre

## IIIesiècleav. J.-C.
- -298 : paix de Nisibe
- -241 : traité de Lutatius
- -226 : traité de l'Iber entre Carthage (Hasdrubal le Beau) et la République romaine.
- -215 : traité macédo-carthaginois (en) fixe une alliance anti-Rome entre les deux royaumes.
- -205 : traité de Phoenicé, fin de la première guerre macédonienne

## IIesiècleav. J.-C.
- -196 : traité de Tempé
- -188 : paix d'Apamée entre les Romains et le royaume séleucide.
- -161 : traité romano-juif

## Iersiècleav. J.-C.
- -85 : paix de Dardanos met fin à la première guerre de Mithridate
- -43 : paix de Misène

## IVesiècle
probablement 387
- Par la paix d'Acilisène, l'Empire byzantin cède aux Sassanides le contrôle du royaume d'Ibérie.

## VIesiècle

### 532
- Paix éternelle (532) entre l'empereur byzantin Justinien et l'empereur sassanide Khosro Ier.

### 562
- Par le traité de Dara, ou paix de Cinquante Ans, l'empereur sassanide Khosro Ier cède le royaume de Lazique à l'empereur byzantin Justinien contre une indemnité.

### 587
- 28 novembre : le traité d'Andelot tente d'établir une paix perpétuelle entre l'Austrasie et le royaume de Bourgogne.

## VIIesiècle

### 628
- Mars : par le traité d'Houdaybiya, les Qurayshites autorisent pour dix ans Mahomet et ses disciples à venir en pèlerinage à La Mecque. Ce traité ne fut pas respecté.

### 638
- Traité de la rivière Ili (tr) entre les Turcs de l'Est et les Turcs de l'Ouest.

### 641
- Un traité connu sous le nom de Bakt, ou Baqt établit un pacte de non-agression entre la Nobatie chrétienne et les musulmans qui ont conquis l'Égypte.

## VIIIesiècle

### 713
- Avril : par le traité d'Orihuela, ou pacte de Tudmir, Théodomir de Murcie capitule face à Abd al-Aziz ibn Musa bin Nusair lors de la conquête musulmane de l'Espagne.

### 716
- Le premier traité byzantino-bulgare, conclu entre l'empereur Théodose III et Kormesius, consacre l'alliance des Empires byzantin et bulgare.

### 728
- La donation de Sutri consentie par le roi des Lombards Liutprand au pape Grégoire II fonde le patrimoine de Saint-Pierre.

### 754
- 14 avril : le traité de Quierzy, ou donation de Pépin, fonde les États pontificaux.

### 783
- Par le premier traité de paix sino-tibétain, la Chine cède l'Amdo à l'empire du Tibet.

## IXesiècle

### 803
- La Pax Nicéphori fixe la frontière entre l'Empire byzantin et l'Empire franc sur le littoral croate.

### 811
- Le traité de Heiligen fixe la frontière entre le Danemark et l'Empire franc sur l'Eider.

### 812
- La paix d'Aix-la-Chapelle en 812 (de) entérina la domination franque sur la côté croate à l'exception des villes et îles byzantines.

### 815
- Le second traité byzantino-bulgare, conclu entre l'empereur Léon V et Omourtag, consacre l'alliance des Empires byzantin et bulgare.

### 822
- Par le second traité de paix sino-tibétain, la Chine cède le Gansu à l'empire du Tibet.

### 836
- 4 juillet : le traité de Bénévent, ou Pactum Sicardi, établit des relations commerciales entre les duchés de Bénévent et de Naples.

### 842
- 14 février : les serments de Strasbourg consacrent l'alliance de Charles le Chauve et de Louis le Germanique contre l'empereur Lothaire Ier.

### 843
- Août : le traité de Verdun consacre le partage de l'Empire carolingien en une Francie occidentale, une Francie médiane et une Francie orientale.

### 851
- Septembre : le traité d'Angers, conséquence de la bataille de Jengland, voit Erispoë reconnu rex Britanniae par Charles le Chauve.

### 855
- Le traité de Prüm consacre le partage du territoire de la Francie médiane en trois domaines pour les fils de Lothaire Ier.

### 856
- Le traité de Louviers consacre l'alliance de Charles le Chauve et d'Erispoë.

### 863
- Par le traité d'Entrammes, le roi de Bretagne Salomon se fait vassal de Charles le Chauve et reçoit le contrôle de la seconde marche de Bretagne.

### 867
- 25 août : par le traité de Compiègne Charles le Chauve cède l'Avranchin et le Cotentin au roi de Bretagne Salomon.

### 870
- 8 août : le traité de Meerssen consacre le partage du territoire de la Lotharingie entre Charles le Chauve et Louis le Germanique.

### 878
- Par le traité de Wedmore, le chef viking Guthrum accepte d'évacuer le royaume de Wessex et de recevoir le baptême avec ses soldats.
- Date incertaine (entre 878 et 890) : le traité entre Alfred et Guthrum fixe la frontière entre le Wessex et le royaume d'Est-Anglie.

### 880
- Février : le traité de Ribemont consacre l'alliance des corois des Francs Louis III et Carloman II et du roi de Francie orientale Louis le Jeune contre Boson de Provence.

## Xesiècle

### 907
- Le premier traité de Constantinople met fin à la guerre entre Rus' et Byzantins (907).

### 911
- 11 juillet : par le traité de Saint-Clair-sur-Epte, Charles le Simple cède le comté de Rouen, Évreux, Lisieux et le pays d'Auge, fondant ainsi le duché de Normandie, à Rollon.
- 8 septembre : par le second traité de Constantinople (en), les Byzantins facilitent l'importation d'esclaves depuis la Russie par une réduction de moitié du kommerkion.
- Traité entre Rus' et Byzantins (en)

### 921
- 7 novembre : par le traité de Bonn, Charles le Simple et Henri l'Oiseleur reconnaissent mutuellement leurs possessions.

### 945
- Le troisième traité de Constantinople conclu entre l'Empire byzantin et la Rus' de Kiev définit leurs privilèges respectifs sur les rives de la mer Noire.

## XIesiècle

### 1005
- 18 janvier : le traité de Shanyuan apaise les rivalités entre Liao Shengzong et Song Zhenzong en Chine.

### 1013
- Le traité de Mersebourg est une première phase du traité de Bautzen.

### 1018
- 30 janvier : le traité de Bautzen met fin à la guerre germano-polonaise (1002-1018).

### 1059
- 23 août : par le traité de Melfi, le pape Nicolas II reconnaît la présence normande en Italie du Sud (comté d'Apulie, duché de Calabre et comté de Sicile).

### 1080
- 29 juin : le traité de Ceprano consacre l'alliance du pape Grégoire VII et de Robert Guiscard contre l'Empire byzantin.

### 1082
- Le Traité byzantino-vénitien de 1082 concède d'importants privilèges commerciaux à la république de Venise dans l'Empire byzantin.

### 1091
- 18 juillet : par le traité de Caen, Robert Courteheuse et son frère Guillaume le Roux, fils de Guillaume le Conquérant, se font héritiers présomptifs de leurs possessions respectives, Normandie et Angleterre.

## XIIesiècle

### 1101
- Juillet : par le traité d'Alton, Robert Courteheuse reconnaît son frère Henri Ier Beauclerc roi d'Angleterre contre une rente annuelle.

### 1108
- Septembre : par le traité de Déabolis, Bohémond de Tarente fait sa soumission à l'empereur Alexis Ier Comnène et conserve la principauté d'Antioche.

### 1113
- Mars : par le traité de Gisors, Louis VI le Gros reconnaît Henri Ier Beauclerc suzerain de la Bretagne et du Maine[2].

### 1122
- 23 septembre : le concordat de Worms conclu entre le pape Calixte II et l'empereur Henri V met fin à la querelle des Investitures (1075-1122).

### 1123
- Le Pactum Warmundi consacre l'alliance des Croisés du royaume de Jérusalem avec la république de Venise.

### 1127
- Juin, pacte de Támara entre Aragon et Castille.

### 1136
- 20 février : par le premier traité de Durham, le roi d'Écosse David Ier reconnaît Étienne de Blois roi d'Angleterre aux dépens de la nièce de ce dernier Mathilde l'Emperesse.

### 1139
- 9 avril : par le second traité de Durham, le roi d'Angleterre octroie les comtés de Northumberland et d'Huntingdon à Henri d'Écosse mais reste suzerain de ces fiefs.
- 25 juillet : par la paix de Mignano, le pape Innocent II reconnaît Roger II roi de Sicile et investit ses fils du duché d'Apulie et de la principauté de Capoue.

### 1140
- 22 février : le traité de Carrión consacre le partage du royaume de Navarre entre le roi de Castille et le comte de Barcelone.

### 1141
- Novembre : le traité de Shaoxing fixe la frontière des royaumes Jin et Song sur le Huai He.

### 1143
- 5 octobre : le traité de Zamora consacre l'indépendance du royaume de Portugal.

### 1151
- 27 janvier : le traité de Tudilén confirme les clauses du traité de Carrión ; le comte de Barcelone se réserve le droit d'annexer le royaume musulman de Murcie.

### 1153
- 23 mars : l'empereur Frédéric Barberousse promet son soutien au pape Eugène III qui a été dépossédé de son pouvoir temporel sur Rome.
- 6 novembre : le traité de Wallingford met fin à la guerre civile anglaise (1138-1153).

### 1156
- 18 juin : par le traité de Bénévent le pape Adrien IV reconnaît définitivement la dévolution du royaume de Sicile à la maison de Hauteville.

### 1158
- 23 mai : le traité de Sahagún (en) consacre le partage des possessions d'Alphonse VII de León et Castille entre ses fils Sanche III de Castille et Ferdinand II de León.
- 31 août : le traité de Gisors conclu le mariage d'Henri le Jeune et de Marguerite de France qui apporte en dot Gisors, Neaufles et le Vexin normand à l'Empire Plantagenêt.

### 1170
- 4 juin : traité de Sahagún de 1170 (en)

### 1175
- 6 octobre : traité de Windsor de 1175, expansion normande en Irlande

### 1177
- 24 juillet : par la paix de Venise, l'empereur Frédéric Barberousse abandonne la cause de l'antipape Calixte III tandis que le pape Alexandre III lève son excommunication.

### 1179
- 20 mars : le traité de Cazola définit les zones d'influence respectives d'Alphonse II d'Aragon et d'Alphonse VIII de Castille dans le cadre de la Reconquista.
- 2 mai : le traité de Ribemont règle la succession du duc de Lorraine Mathieu le Débonnaire entre ses fils Simon et Ferry de Bitche.

### 1180
- 28 juin : le troisième traité de Gisors consacre l'alliance de Henri II Plantagenêt avec Philippe Auguste[3].

### 1183
- 25 juin : par la paix de Constance, l'empereur Frédéric Barberousse reconnaît l'indépendance des Communes du nord de l'Italie.

### 1189
- Juillet : le quatrième traité de Gisors, conclu entre Henri II Plantagenêt et Philippe Auguste fait l'Auvergne vassale du roi de France[4].

### 1192
- 2 septembre : le traité de Ramla, conclu entre Richard Cœur de Lion et Saladin met fin à la Troisième croisade (1189-1192].

### 1196
- 15 janvier : le traité de Gaillon est une trêve entre Philippe Auguste et Richard Cœur de Lion qui prête hommage pour l'Anjou, la Normandie et le Poitou[5].
- Juillet : par le traité de Louviers, Philippe Auguste conserve ses conquêtes en Normandie et l'Auvergne mais cède le Berry à Richard Cœur de Lion[6].

### 1200
- 18 mai : par le traité du Goulet, Jean sans Terre se soumet à Philippe Auguste et le mariage de Louis de France et de Blanche de Castille est conclu.

## XIIIesiècle

### 1204
- Mars : La Partitio terrarum imperii Romaniae consacre le partage de l'Empire byzantin entre les Croisés et les Vénitiens, créant l'Empire latin de Constantinople.

### 1209
- Par le traité de Spire, le pape renonce aux bénéfices du concordat de Worms au profit de l'empereur.

### 1212
- 26 septembre : par la Bulle d'or de Sicile l'empereur Frédéric de Hohenstaufen rend héréditaire la dignité royale en Bohême au profit d'Ottokar Ier.

### 1214
- 18 septembre : traité de Chinon (1214)
- 24 octobre : traité de Paris (1214), signé entre Philippe Auguste et Jeanne, comtesse de Flandre.
- Décembre : par le traité de Nymphaeon, l'empereur latin de Constantinople reconnaît implicitement l'existence de l'empire de Nicée.

### 1215
- 15 juin : Magna Carta entre Jean sans Terre et ses barons.

### 1217
- 11 septembre : le traité de Lambeth met fin à la première guerre des barons anglais (1215-1217).

### 1218
- Chartes dorées de Bern (en) fait de Berne un État indépendant.

### 1219
- Août : le traité nicéano-vénitien de 1219 consacre l'alliance de l'empire de Nicée avec la république de Venise.

### 1220
- 26 avril : Confoederatio cum principibus ecclesiasticis entre Frédéric II (empereur des Romains) et les évêques.

### 1222
- Bulle d'or de 1222 (en), André II de Hongrie autorise les nobles à désobéir au roi s'il agit contre la loi.

### 1226
- Mars : par la bulle d'or de Rimini, l'empereur Frédéric de Hohenstaufen reconnaît l'existence de l'État teutonique fondé en 1224.
- Avril : par le traité de Melun, Jeanne de Constantinople se soumet au roi de France et obtient la libération de son mari, prisonnier depuis la bataille de Bouvines (1214).

### 1229
- 11 février : traité de Jaffa, entre Frédéric II et le sultan Al-Kāmil met fin à la sixième croisade.
- 12 avril : le traité de Meaux, ou traité de Paris met fin à la croisade des Albigeois (1208-1229)[7].

### 1230
- 16 mai : par le traité de Kruschwitz, peut-être un faux produit par Hermann von Salza, Conrad Ier de Mazovie cède la Cujavie aux Chevaliers teutoniques.
- 23 juillet : par le traité de San Germano, l'empereur Frédéric de Hohenstaufen accorde l'amnistie aux communes de la Ligue lombarde, rebellées pendant son absence.
- Août : par le traité de Ceprano (en), le pape lève l'excommunication de l'empereur Frédéric de Hohenstaufen.

### 1234
- En vertu de la bulle d'or de Rieti, les territoires de l'État teutonique ne relèvent que de l'autorité du pape.

### 1236
- 20 juin : traité de Kremmen (en), la marche de Brandebourg gagne la plus grande partie du duché de Poméranie.

### 1237
- Le traité d'York fixe la frontière entre l'Angleterre et l'Écosse.

### 1238
- 7 juin : traité de Stensby (en), Hermann Balk rend l'Estonie au Danemark dans le but de mettre fin au différend entre les Danois et les chevaliers Porte-Glaive.

### 1244
- 26 mars : le traité d'Almizra conclu entre Jacques Ier d'Aragon et l'infant de Castille Alphonse, fixe la frontière entre les royaumes de Murcie et de Valence.

### 1249
- 12 février : le traité de Christburg n'est qu'une trêve dans les croisades baltes que mènent les chevaliers teutoniques contre les Vieux-Prussiens païens.

### 1250
Traité de Landin (en), succession de Poméranie Demmin, la marche de Brandebourg a la faveur de la Poméranie Stettin.

### 1258
- 28 mai : le traité d'Abbeville, ou traité de Paris, conclu entre le roi d'Angleterre et saint Louis, met fin au conflit entre Capétiens et Plantagenêt.

### 1259
- 4 décembre : le traité de Paris (1259) nouant une alliance (« Auld Alliance ») entre la France et l'Écosse.

### 1261
- 13 mars : le traité de Nymphaeon consacre l'alliance de l'empire de Nicée et de la république de Gênes.

### 1262
Vieux Pacte entre l'Islande et Håkon IV de Norvège

### 1265
- 22 juin : traité de Pipton (en) entre Llywelyn le Dernier et Simon V de Montfort, lors de la seconde guerre des barons

### 1266
- 12 juillet : traité de Perth fin de la guerre écosso-norvégienne.
- 31 octobre : traité de Kenilworth (en) met fin à la seconde guerre des barons

### 1267
- Traité de Viterbe entre Charles d'Anjou, l'empire latin et la papauté.
- 29 septembre : traité de Montgomery entre Henri III et le prince de Galles.

### 1271
- 2 juillet : paix de Pressburg (en) termine la guerre entre la Bohème et la Hongrie.

### 1272
- Traité de Césarée fin de la Neuvième croisade

### 1277
- Traité d'Aberconwy entre Édouard Ier et Llywelyn le Dernier.

### 1281
3 juillet : traité d'Orvieto, essai de rétablissement de l'Empire latin de Constantinople.

### 1283
- 1er juin : traité de Rheinfelden (en), Rodolphe II d'Autriche laisse le pouvoir à son frère.
- 13 juin : traité de paix de Rostock (en), traité de paix sur la mer Baltique.

### 1289et1290
- Traité de Birgham, 2 traités sur l'indépendance de l'Écosse.

### 1291
- 19 février : le traité de Tarascon met fin à la croisade d'Aragon.

### 1295
- 20 juin : traité d'Anagni, avenant au traité de Tarascon.
- 23 octobre : le traité de Paris conclu entre Philippe IV le Bel et John Balliol consacre l'Auld Alliance entre l'Écosse et la France.

### 1299
- 19 juin : traité de Montreuil-sur-Mer entre Philippe IV Le Bel et Édouard Ier d'Angleterre, pour mettre fin à la guerre entre les deux pays.

## XIVesiècle

### 1302
- 31 août : la paix de Caltabellotta met fin au conflit entre l'Aragon et la maison d'Anjou à propos de la Sicile.

### 1303
- 20 mai : le traité de Paris renouvelle les clauses de celui de Montreuil et conclut le mariage d'Isabelle de France avec le prince de Galles.

### 1304
- 8 août : la sentence arbitrale de Torrellas redéfinit les zones d'influence des rois d'Aragon et de Castille dans le royaume de Murcie qu'ils ont conquis.

### 1305
- 19 mai : le traité d'Elche révise la sentence arbitrale de Torrellas ; la cité de Carthagène revient à la Castille.
- 23 juin : le traité d'Athis-sur-Orge met fin à la guerre de Flandre (1297-1305).

### 1309
- 13 septembre : accord de Soldin, l'ordre Teutonique achète la Poméranie orientale et Gdańsk au Valdemar de Brandebourg.

### 1312
- 11 juillet : traité de Pontoise[réf. nécessaire] conclu entre la France (Philippe IV le Bel) et la Flandre (Robert III de Flandre).

### 1317
- 25 novembre : le traité de Templin (en), les Ascaniens soumettent le Schlawe-Stolp.

### 1320
- Traité de Paris (1320) : Philippe V de France fait la paix avec Robert III de Flandre.

### 1323
- 6 mars : le traité de Paris (1323) où le comte de Flandre reconnaît définitivement que le comte de Hollande est aussi comte de Zélande.
- 12 août : le traité de Nöteborg fixe les frontières entre la Suède et la république de Novgorod.

### 1326
- avril : le traité de Corbeil (1326) reforme l'alliance entre la France et l'Écosse.
- 3 juin : le traité de Novgorod (1326) est un accord entre Novgorod et la Norvège pour délimiter leur frontière.

### 1327
- 31 mars : le traité de Paris (1327) par lequel Édouard III d'Angleterre recouvre le duché de Guyenne (moins l'Agenais), au prix d'une énorme indemnité de guerre.

### 1328
- Traité d'Édimbourg-Northampton entre l'Angleterre et l'Écosse

### 1329
- Traité de Pavie entre Louis IV du Saint-Empire et ses neveux.

### 1338
- Déclaration de Rhense (en) entre les princes électeurs et le pape.

### 1340
- 25 septembre : trêve d'Esplechin pendant la guerre de cent ans.

### 1343
- 8 juillet : traité de Kalisz (1343) accord de paix entre Casimir III de Pologne et l'ordre Teutonique.

### 1353
- 1er mars : par le traité de Westminster, Jean le Bon détermine le roi d'Angleterre à reconnaître Charles de Blois duc de Bretagne contre indemnité.

### 1354
- 12 février : traité de Stralsund (1354) (en)

### 1355
- 5 janvier : le traité de Paris fixe durablement la frontière entre le Dauphiné et la Savoie sur le Guiers et le Rhône.
- 10 septembre : traité de Valognes entre le roi de France et le roi de Navarre.

### 1358
- 18 février : traité de Zadar entre la Hongrie et Venise.

### 1359
- 21 août : par le traité de Pontoise, le roi de Navarre Charles le Mauvais rend hommage au dauphin Charles contre la restitution de ses forteresses confisquées.

### 1360
- 10 mars : le traité de Guillon, ou traité des moutons d'or, consacre une trêve de trois ans entre le roi d'Angleterre et le duc de Bourgogne qui doit lui verser une indemnité.
- 8 mai : le traité de Brétigny, ou traité de Calais, consacre une trêve de neuf ans entre les rois d'Angleterre et de France.

### 1365
- 12 avril : le traité de Guérande, met fin à la guerre de Succession de Bretagne, opposant la maison de Penthièvre et la maison de Montfort au sujet de la succession du duc Jean III de Bretagne.

### 1370
- 24 mai : traité de Stralsund entre la Ligue hanséatique et le Danemark

### 1371
- 30 juin : traité de Vincennes-Edinbourg (en)

### 1373
- 16 juin : traité anglo-portugais de 1373, plus ancien traité encore en rigueur

### 1379
- 9 septembre : traité de Neuberg entre 2 possessions des Habsbourg

### 1380
- 31 mai : traité de Dovydiškės (en), Ladislas II Jagellon signe un traité avec les chevaliers teutons contre Kęstutis

### 1382
- 31 octobre : traité de Dubysa (en), Ladislas II Jagellon promet de convertir le grand-duché de Lituanie aux teutons et cède la Samogitie

### 1385
- 14 août : union de Krewo, entre la Pologne et Lituanie.

### 1386
- 9 mai : traité de Windsor, alliance anglo-portugaise

### 1390
- 26 mai : traité de Königsberg (1390) (en) entre Vytautas le Grand et les teutons

### 1397
- 25 septembre : traité de Kalmar (en) entre les trois pays nordiques.

### 1398
- 12 octobre : traité de Salynas, Vytautas le Grand cède la Samogitie aux teutons.

## XVesiècle

### 1401
- Union de Vilnius et Radom

### 1404
- 22 mai : paix de Raciąż entre la Pologne-Lituanie et l'ordre Teutonique.

### 1411
- 1er février : la paix de Toruń met fin à la guerre du royaume de Pologne-Lituanie contre l'ordre Teutonique (1409-1411).
- 31 octobre : par le traité d'Ayllón le roi de Castille Jean Ier reconnaît son rival Jean d'Aviz, un fils illégitime de Pierre Ier, comme roi de Portugal et des Algarves.

### 1412
- 18 mai : traité de Bourges, plusieurs provinces françaises devraient être remise au roi Henri IV
- 22 mai : paix de Baden entre la Suisse et l'Autriche[8]
- 28 juin : compromis de Caspe entre les couronnes d'Aragon et de Castille
- Traité de Lubowla entre la Pologne et la Hongrie.

### 1416
- 15 août : le traité de Cantorbéry consacre l'alliance du roi d'Angleterre Henri V et du roi de Germanie et de Hongrie Sigismond contre la France.

### 1418
- 16 septembre : le traité de Saint-Maur prétend placer le dauphin Charles sous la tutelle du duc de Bourgogne Jean sans Peur.

### 1420
- 21 mai : le traité de Troyes règle la succession du roi de France Charles VI en faveur du roi d'Angleterre Henri V.

### 1422
- 27 septembre : la paix du lac de Melno met fin à la guerre de Gollub entre la Lituanie et la Pologne d'une part, et l'État teutonique d'autre part.

### 1423
- 17 avril : le traité d'Amiens consacre l'alliance de l'Angleterre sous la régence du duc de Bedford, de Philippe le Bon et du duc de Bretagne Jean V.

### 1428
- 3 juillet : le traité de Delft place les États de Jacqueline de Bavière (comtés de Hainaut, de Hollande et de Zélande) sous la tutelle du duc de Bourgogne Philippe le Bon.

### 1431
- 31 octobre : traité de Medina del Campo (1431)

### 1435
- 21 septembre : le traité d'Arras met fin à la guerre civile entre Armagnacs et Bourguignons (1407-1435).
- 31 décembre : le traité de Brześć Kujawski tente d'établir une paix perpétuelle entre la Lituanie et la Pologne d'une part, et l'État teutonique d'autre part.

### 1441
- août : traité de Copenhague (1441) (en) entre les Pays-Bas bourguignons et la Hanse.

### 1443
- Traité de Gyehae (en), contre la piraterie au Japon.

### 1444
- 28 mai : la trêve de Tours prévoit le mariage de Marguerite d'Anjou et du roi d'Angleterre Henri VI qui s'engage à évacuer le Maine.
- 28 octobre : la paix d'Ensisheim consacre l'alliance de la Confédération des VIII cantons et de la France.

### 1454
- 5 avril : la paix de Lodi met un terme à la rivalité entre le duché de Milan et la république de Venise en Italie du Nord et fixe leur frontière commune sur l'Adda.
- 30 août : le duché de Milan et les républiques de Florence et de Venise s'allient dans une ligue italique.

### 1462
- 9 mai : le traité de Bayonne définit l'aide militaire apportée par Louis XI au roi d'Aragon Jean II pour soutenir la guerre civile catalane (1462-1472).

### 1465
- 5 octobre : le traité de Conflans, négocié par Charles de Charolais, est une première étape pour mettre fin à la révolte de la Ligue du Bien public.
- 29 octobre : le traité de Saint-Maur, conclu avec les autres princes rebelles, est une seconde étape pour mettre fin à la révolte de la Ligue du Bien public.
- 22 décembre : la paix de Saint-Trond impose le protectorat du duc de Bourgogne sur la principauté de Liège.
- 23 décembre : les clauses du traité de Caen, proposées par Louis XI au duc de Bretagne François II, mettent un terme définitif à la révolte de la Ligue du Bien public.

### 1466
- 19 octobre : le traité de Thorn met fin à la guerre de Treize ans (1454-1466) entre la Pologne et l'État teutonique.

### 1468
- 10 septembre : par le traité d'Ancenis, le duc de Bretagne François II abandonne ses alliés anglais et bourguignon et se soumet à Louis XI.
- 18 septembre : par le traité des Taureaux de Guisando le roi de Castille Henri IV reconnaît sa demi-sœur Isabelle comme son héritière.
- 14 octobre : le traité de Péronne imposé à Louis XI par Charles le Téméraire contraint le roi de France à abandonner son alliance avec Liège.

### 1469
- 9 mai : le traité de Saint-Omer met en gage auprès du duc de Bourgogne les possessions de la maison d'Autriche en Alsace.

### 1472
- 31 mai : traité de Prenzlau entre la Marche de Brandebourg et le Duché de Poméranie.

### 1474
- 21 février : le traité d'Utrecht conclu grâce à la médiation de Charles le Téméraire met un terme à la guerre anglo-hanséatique (1470-1474).

### 1475
- 29 août : le traité de Picquigny conclu entre les rois d'Angleterre et de France met un terme définitif à la guerre de Cent ans (1337-1453).
- 9 octobre : par le traité de Senlis, le duc de Bretagne François II abandonne une nouvelle fois son alliance avec les Anglais et se soumet à Louis XI.

### 1479
- 4 septembre : le traité d’Alcáçovas entre les Rois catholiques et le roi de Portugal Alphonse V met fin à la guerre de succession de Castille (1475-1479).

### 1482
- 23 décembre : le traité d'Arras entre Louis XI et Maximilien Ier d'Autriche met fin à la guerre de succession de Bourgogne (1477-1482).

### 1484
- 7 août : le traité de Bagnolo met un terme à la guerre de Ferrare (1482-1484) entre le duc de Ferrare et le roi de Naples d'une part, Venise et le pape d'autre part.
- 28 octobre : par le traité de Montargis, des seigneurs bretons s'engagent à reconnaître le roi de France comme duc de Bretagne si François II mourrait sans héritier mâle.

### 1487
- 5 avril : par la paix de Saint-Jacques, Marie de Bourgogne rend sa pleine autonomie à la principauté de Liège.

### 1488
- 19 août : le traité de Sablé, ou traité du Verger, impose au duc de Bretagne de prêter hommage au roi de France dont l'autorisation est requise pour marier son héritière.

### 1489
- 14 février : traité de Dordrecht (1489) (en), entre l'empereur Maximilien et Henri VII pour soutenir les bretons contre leur annexion par la France.
- février : traité de Redon (en), entre Henri VII et des représentants bretons.
- 26 mars : traité de Medina del Campo (1489), devait être un mariage entre Arthur Tudor et Catherine d'Aragon.
- 22 juillet : traité de Frankfort (1489) (en), réconciliation entre la France et les rebelles flamands.

### 1491
- 7 novembre : paix de Presbourg, définie les successions entre l'Autriche et la Hongrie.
- 25 novembre : traité de Grenade (1491) (en), définie les relations entre le royaume de Grenade et l'Espagne.

### 1492
- 3 novembre : par le traité d'Étaples conclu entre l'Angleterre et la France, Charles VIII abandonne la cause de Perkin Warbeck.

### 1493
- 19 janvier : par le traité de Barcelone, la France abandonne la Cerdagne, le Conflent, le Roussillon et le Vallespir à l'Aragon.
- 23 mai : par le traité de Senlis, la France renonce à la dot (comtés d'Artois, de Bourgogne et de Charolais) de Marguerite d'Autriche qui devait épouser Charles VIII.

### 1494
- 7 juin : le traité de Tordesillas consacre, avec la bénédiction du pape, le partage du Nouveau Monde entre les rois catholiques d'Espagne et le roi de Portugal.

### 1495
- 31 mars : la ligue de Venise est conclue entre le roi d'Aragon, l'Empereur, le duc de Milan, le pape et la république de Venise contre les Turcs et contre le roi de France.

### 1497
- 24 novembre : la trêve d'Alcalá de Henares conclue entre l'Aragon, la France et le Saint-Empire met un terme à la première guerre d'Italie (1494-1497).

### 1499
- 15 avril : traité de paix entre Louis XII et le doge de Venise Agostin Barbarigo, (voir image en haut).
- 22 septembre : le traité de Bâle entre la Confédération des XIII cantons et le Saint-Empire met fin à la guerre de Souabe (1499).

### 1500
- 11 novembre : le traité de Grenade prévoit un partage du royaume de Naples entre l'Aragon et la France.

## XVIesiècle

### 1501
- avril : traités de Trente (es)
- août : traités de Lyon (es) accord de mariage de la fille de Louis XII de France, Claude de France, avec le fils de Philippe Ier le Beau, le futur Charles Quint.

### 1503
- Traité de Lyon (1503) (es) par lequel Philippe Ier le Beau a cédé le royaume de Naples à Louis XII pour tenter de résoudre la guerre de Naples.

### 1504
- 31 mars : L'armistice de Lyon entre l'Espagne et la France.
- 22 septembre : les traités de Blois organisent la dévolution du duché de Milan à Louis XII et le mariage de Charles d'Autriche avec Claude de France.

### 1508
- 10 décembre : le traité de Cambrai consacre une alliance entre Louis XII et Maximilien Ier et prévoit la constitution avec l'Aragon et le pape d'une ligue contre Venise.

### 1511
- 4 octobre : Sainte-Ligue par le pape Jules II, l'Aragon, la Confédération des XIII cantons et Venise contre Louis XII.

### 1513
- 14 septembre : le traité de Dijon, négocié par Louis II de La Trémoille sans l'aval de Louis XII, arrête néanmoins l'invasion de la Bourgogne par les mercenaires suisses.

### 1515
- 24 mars : le traité de Paris consacre une alliance entre Charles d'Autriche et François Ier.

### 1516
- 13 août : le traité de Noyon met fin à la guerre de la Ligue de Cambrai (1508-1516).
- 29 novembre : le traité de Fribourg établit une paix perpétuelle entre la Confédération des XIII cantons et la France.

### 1518
- octobre : le traité de Londres établit un pacte de non-agression entre l'Angleterre, l'Aragon, la France et le Saint-Empire.

### 1522
- 21 août : le traité de Kapala, ou traité d'alliance luso-sundanais, place le royaume sundanais de Pajajaran sous la protection des Portugais installés à Malacca en Malaisie.

### 1525
- 8 avril : le traité de Cracovie consacre la sécularisation de l'État teutonique en un duché de Prusse vassal des rois de Pologne.

### 1526
- Traité de Hampton Court met fin aux guerres d'Italie.
- Traités de Berwick (en) entre l'Écosse et l'Angleterre.
- 20 février : alliance entre Genève, Gêne et Fribourg, Genève devint suisse.
- 14 janvier : par le traité de Madrid François Ier renonce au Milanais et promet de restituer la Bourgogne à Charles Quint, mettant fin à la Sixième guerre d'Italie (1521-1526).

### 1528
- 28 octobre : par l'alliance franco-hongroise François Ier s'engage à soutenir les prétentions de Jean Ier en Europe centrale.

### 1529
- 22 avril : traité de Saragosse, ligne d'influence entre les espagnoles et les portugais
- 29 juin : traité de Barcelone, entre la France (défaite) et la république de Florence[9]
- 5 août : la paix des Dames, ou traité de Cambrai référence à Louise de Savoie et à Marguerite d'Autriche qui l'ont conclue à Cambrai, met fin à la Septième guerre d'Italie (1526-1529).
- 26 août : traité de Grimnitz (en) succession du Duché de Poméranie

### 1533
- 2 juillet : traité de Constantinople (en) entre les Ottomans et l'Autriche

### 1534
- 23 décembre : traité de Bassein (en) sur l'empire portugais

### 1537
- 23 décembre : traité de Novgorod (en) entre la Suède et la Russie

### 1538
- 18 juin : la paix de Nice conclue grâce à la médiation du pape met fin à la huitième guerre d'Italie (1536-1538) et prévoit une entrevue entre François Iᵉʳ et Charles Quint.

### 1541
- septembre : premier traité de Brömsebro (en)

### 1543
- 11 février : le traité de Venlo entre Henri VIII et Charles Quint
- 1er juillet : le traité de Greenwich prévoit le mariage d'Édouard Tudor et de Marie Stuart, en fait l'union de l'Angleterre et de l'Écosse.

### 1544
- 23 mai : traité de Spire (en) entre le Danemark et le Saint-Empire romain germanique ;
- 18 septembre : la trêve de Crépy-en-Laonnois met fin à la Neuvième guerre d'Italie (1542-1544).

### 1546
- 7 juin : le traité d'Ardres prévoit la restitution par l'Angleterre de Boulogne à la France mais reste sans suite.

### 1550
- 24 mars : par le traité d'Outreau l'Angleterre restitue Boulogne à la France contre une indemnité et s'engage à mettre fin au Rough Wooing en Écosse.

### 1551
- 19 juillet : premier traité de Weissenburg (en) entre l'Autriche et la Transylvanie.

### 1552
- 15 janvier : le traité de Chambord consacre l'alliance de Henri II et des princes protestants de l'Empire contre Charles-Quint.

### 1555
- 29 mai : paix d'Amasya entre les turcs et les perses
- 29 septembre : paix d'Augsbourg entre l'empereur et la ligue de Smalkalde

### 1556
- 15 février : la trêve de Vaucelles met fin à la dixième guerre d'Italie (1552-1556).

### 1557
- 2 avril : le traité de Novgorod (1557) fin de la guerre russo-suédoise de 1554-1557
- 14 septembre : traité de Pasvalys début de la guerre de Livonie

### 1559
- 12 mars et 2 avril : par le premier traité du Cateau-Cambrésis l'Angleterre renonce à la possession de Calais, reprise par les Français le 8 janvier 1558, contre indemnité.
- 3 avril : par le second traité du Cateau-Cambrésis le roi de France Henri II renonce définitivement à toute prétention en Italie au profit de Philippe II.

### 1560
- 27 février : par le traité de Berwick Élisabeth Ire promet d'intervenir en Écosse pour en chasser les troupes françaises sur lesquelles s'appuie la régente Marie de Guise.
- 6 juillet : par le traité d'Édimbourg, l'Écosse dénonce la Auld Alliance qui la lie à la France.

### 1561
- 28 novembre : traité de Vilnius entre la Confédération livonienne et le roi de Pologne Sigismond II Auguste.

### 1562
- 17 janvier : édit de janvier 1562 reconnaît l'existence de protestants
- 7 août : traité de Mozhaysk (en) entre le Danemark-Norvège et la Russie.
- 20 septembre : traité d'Hampton Court entre les protestants français et la reine Élisabeth Ire.

### 1563
- 19 mars : paix d'Amboise entre catholiques et protestants.

### 1564
- mai : Traité de Dorpat (en) pendant la guerre de Livonie entre la Russie et la Suède.

### 1568
- 23 mars : paix de Longjumeau entre les chefs des armées royale et protestante.
- 22 novembre : traité de Roskilde (1568) (en) paix entre Lubeck et le Danemark-Norvège.

### 1569
- 1er juillet : l'union de Lublin fonde le grand-duché de Lituanie et le royaume de Pologne en une république des Deux Nations.

### 1570
- 8 août : paix de Saint-Germain-en-Laye, met fin à la troisième guerre de religion
- 13 décembre : traité de Stettin entre la Suède et le Danemark.

### 1572
- 19 avril : traité de Blois (1572), la reine Élisabeth Ire et Catherine de Médicis établissent une alliance contre l'Espagne.

### 1573
- 11 août : édit de Boulogne (en), met fin à la quatrième guerre de Religion en France.

### 1576
- 6 mai : édit de Beaulieu, met fin à la cinquième guerre de Religion en France.
- 5 novembre : pacification de Gand, alliance des Dix-Sept Provinces contre l'Espagne.

### 1577
- 5 janvier : édit perpétuel de 1577, départ des troupes espagnoles des Dix-Sept Provinces.
- 17 septembre : paix de Bergerac, met fin à la sixième guerre de Religion en France.

### 1579
- 6 janvier : union d'Arras, le sud des Pays-Bas espagnoles expriment leur attachement à l'Espagne.
- 23 janvier : union d'Utrecht, séparation des Pays-Bas espagnoles de l'Espagne.

### 1580
- 19 septembre : traité de Plessis-lès-Tours entre les Provinces-Unies et le duc François d'Anjou.
- 26 novembre : paix du Fleix met fin à la septième guerre de religion.

### 1582
- 15 janvier : la paix de Jam Zapolski tente de mettre fin à la guerre de Livonie.

### 1583
- 10 août : le traité de Plussa entre la Russie et la Suède met fin à la guerre de Livonie.

### 1584
- 31 décembre : le traité de Joinville conclu entre Philippe II et le duc de Guise, déclare le cardinal de Bourbon héritier de Henri III aux dépens de Henri de Navarre.

### 1585
- 10 août : par le traité de Sans-Pareil Élisabeth Ire promet un secours militaire et financier aux Provinces-Unies.

### 1586
- 6 juillet : traité de Berwick (1586) (en) entre l'Angleterre et l'Écosse.

### 1590
- 21 mars : traité de Constantinople (1590) entre l'empire Ottoman et la Perse.

### 1595
- 15 mai : traité de Teusina entre la Russie et la Suède.

### 1596
- 14 mai : le traité de Greenwich consacre l'alliance d'Élisabeth Ire et de Henri IV afin de s'opposer aux prétentions hégémoniques de Philippe II en Europe.
- 31 octobre : traité de La Haye, les Provinces-Unies adhèrent aux dispositions du traité de Greenwich et promettent des subsides à Henri IV.

### 1598
- 2 mai : la paix de Vervins prévoit l'évacuation du royaume de France par les troupes de Philippe II qui reconnaît Henri IV comme roi.

### 1600
- 27 février : le traité de Paris (1600) signé le 27 février 1600 par Charles-Emmanuel Ier de Savoie et Henri IV.

## XVIIesiècle

### 1601
- 17 janvier : le traité de Lyon met fin à la guerre franco-savoyarde (1600-1601).

### 1603
- 21 juillet : le traité de Saint-Julien, qui fait suite à l'Escalade (12 décembre 1602), consacre l'indépendance de la république de Genève vis-à-vis du duché de Savoie.

### 1604
- 28 août : le traité de Londres met fin à la guerre anglo-espagnole (1585-1604).

### 1606
- 11 novembre : la paix de Zsitvatorok entre l'Autriche et l'Empire ottoman met fin à la Longue guerre (1591-1606).

### 1609
- 9 avril : la trêve de Douze ans (1609-1621) marque une pause dans le conflit qui oppose l'Espagne aux Provinces-Unies.

### 1610
- 25 avril : le traité de Bruzolo consacre l'alliance de la France et de la Savoie et prévoit le mariage d'Élisabeth de France avec le prince Victor-Amédée.

### 1614
- 12 novembre : le traité de Xanten met fin à la guerre de succession de Juliers (1609-1614).
- 1er décembre : le premier traité d'Asti entre Milan, Charles Ier de Mantoue et Charles-Emmanuel Ier de Savoie tente de mettre fin à la guerre de succession de Montferrat.

### 1615
- 21 juin : le second traité d'Asti entre Milan et Charles-Emmanuel Ier de Savoie tente de mettre fin à la guerre de succession de Montferrat (1613-1617).

### 1617
- 27 février : le traité de Stolbovo met un terme à la guerre d'Ingrie (1610-1617).
- 23 septembre : paix de Busza, Paix entre l'empire Ottoman et la république des Deux Nations Pologne-Lithuanie.
- 9 octobre : traité de Pavie, la Savoie cède Monferrato à Mantua, empire d'Espagne.

### 1618
- 11 décembre : le traité de Déoulino met à la guerre polono-russe (1605-1618).

### 1619
- 30 avril : traité d'Angoulême entre Marie de Médicis et son fils Louis XIII.
- 8 octobre : traité de Munich (1619) (en) entre le duc de Bavière et l'empereur.

### 1620
- 3 juillet : traité d'Ulm, l'Union protestante cesse de soutenir Frédéric V du Palatinat

### 1621
- Traité de Khotyn entre l'empire Ottoman et la Pologne
- Traité de La Haye (1621) entre le Danemark et la République néerlandaise
- Traité de Bremen entre le Danemark et la République néerlandaise
- 26 avril : traité de Madrid (1621), concernant les Grisons et la région de Valtelline
- 31 décembre : paix de Nikolsburg (en) entre la Transylvanie et Ferdinand II (empereur du Saint-Empire)

### 1623
- février : traité de Paris de 1623 entre la France, la Savoie et Venise contre l'Espagne.

### 1626
- 5 février : par le traité de Paris, Louis XIII confirme la liberté de culte pour les huguenots de La Rochelle mais exige d'eux la destruction d'une partie de leurs fortifications.
- 5 mars : traité de Monzón entre la France et l'Espagne
- 30 décembre : paix de Presbourg (1626) (en) révolte contre les Habsbourg

### 1628
- Traité de Munich (1628) (en) entre Ferdinand II (empereur des Romains) et Maximilien Ier de Bavière

### 1629
- 11 mars : traité de Suse entre la France et la Savoie.
- 24 avril : traité de Suse entre la France, l'Angleterre et l'Écosse.
- 22 mai : par la paix de Lübeck, le roi de Danemark-Norvège Christian IV s'engage à ne plus intervenir dans la guerre de Trente ans.

### 1630
- 5 mars : traité de Västerås entre la France et la Suède.
- 25 août : traité de Stettin (1630) entre les alliés de Poméranie contre l'empire suédois.
- 13 octobre : traité de Ratisbonne arrêt temporaire de la guerre de succession de Mantoue
- 15 novembre : traité de Madrid (1630) les anglais se retirent de la révolte néerlandaise.

### 1631
- 23 janvier : le traité de Barwald consacre l'alliance de la France et de la Suède contre la politique de Ferdinand II dans le cadre de la guerre de Trente ans.
- 6 avril et 19 juin : le traité de Cherasco met fin à la guerre de succession de Mantoue (1628-1631).
- 30 mai : le traité de Fontainebleau consacre l'alliance de la Bavière et de la France.

### 1632
- 10 janvier : traités d'Ahmet Pasha (en), paix de courte dure entre la Turquie et la Perse.
- 29 mars : traité de Saint-Germain-en-Laye la Nouvelle-France revient à la France
- 26 juin : par le traité de Liverdun le duc de Lorraine Charles IV est contraint de s'allier à la France en prévision de son intervention dans la guerre de Trente ans.
- 27 octobre : traité de Toulouse entre la France, la Suède et l'électorat de Cologne.

### 1633
- 9 avril : le traité de Heilbronn conclu entre la France et la Suède confirme le traité de Barwald et en prolonge les conditions jusqu'à la fin de la guerre de Trente ans.

### 1634
- 14 juin : le traité de Polanów met fin à la guerre de Smolensk (1632-1634).

### 1635
- 30 mai : paix de Prague entre Ferdinand II et l'électeur de Saxe.
- Traité de Paris (1635) de 1635, entre la Ligue catholique et les Provinces-Unies.
- 12 septembre : traité de Stuhmsdorf, la Suède cède des territoires à la Pologne-Lituanie.

### 1636
- 20 mars : traités de Wismar (en) entre la France et la Suède contre les Habsbourg

### 1638
- 16 mars : traité de Hambourg de 1638 (en) entre la France et la Suède.
- 21 septembre : traité de Hartford au sujet de la guerre des Pequots

### 1639
- février : traité d'Asurar Ali (en) entre l'Empire moghol et le royaume Ahom (en)
- 1 mai : traité de Qasr-i-Chirin entre l'Iran et les Ottomans.
- 18 juin : traité de Berwick de 1639 (en) termine la première guerre des évêques entre Charles Ier et les écossais.

### 1640
- 26 octobre : traité de Ripon (en) termine la seconde guerre des évêques entre Charles Ier et les écossais.

### 1641
- 14 septembre : le premier traité de Péronne consacre l'alliance de Louis XIII et du prince de Monaco Honoré II.
- 19 septembre : le second traité de Péronne organise l'union personnelle de la principauté de Catalogne et de la France au profit de Louis XIII.

### 1642
- 1 février : traité d'Axim, juridiction entre les Pays-Bas et la Compagnie néerlandaise des Indes occidentales.

### 1643
- 30 juin : traité de Stockholm de 1643 entre la France et la Suède.

### 1645
- 13 août : le traité de Brömsebro met un terme à la guerre de Torstenson (1643-1645).

### 1647
- 1 mars : trêve d'Ulm, Maximilien Ier de Bavière renonce à son alliance avec Ferdinand II

### 1648
- 30 janvier : le premier traité de Münster, un des traités de Westphalie, met fin à la guerre de Quatre-Vingts ans (1568-1648).
- 23 mars : le traité de Concordia organise le partage de la souveraineté sur l'île Saint-Martin entre la France et les Provinces-Unies.
- 24 octobre : les second et troisième traités de Münster, deux des traités de Westphalie, mettent fin à la guerre de Trente ans (1618-1648).

### 1649
- 11 mars : paix de Rueil met fin à la Fronde parlementaire en France.
- 17 août : traité de Zboriv place trois provinces d'Ukraine sous contrôle des Cosaques.

### 1650
- 1 mai : traité de Breda (1650) (en) Entre Charles II d'Angleterre et les covenantaires écossais pendant les guerres des Trois Royaumes
- 19 septembre : traité de Hartford (1650) (en) entre la nouvelle Amsterdam et les colons anglais

### 1651
28 septembre : le traité de Bila Tserkva fixe les frontières entre la Pologne et les Cosaques.

### 1653
- 8 avril : avec le traité de Stettin (1653), l'Empire suédois et le Brandenburg se partitionnent la Poméranie.

### 1654
- janvier : traité de Pereïaslav entre la Zaporoguie et la Russie (Moscovie).
- 15 avril : le premier traité de Westminster met un terme à la Première guerre anglo-néerlandaise (1652-1654).

### 1655
- 3 novembre : le second traité de Westminster établit la paix et des relations commerciales entre l'Angleterre et la France.

### 1656
- 27 août : le traité de Butre établit le protectorat des Pays-Bas sur les Ahantas.
- 3 novembre : le traité de Niemieża, ou traité de Vilnius, consacre l'alliance de la Pologne et de la Russie contre la Suède.

### 1657
- 23 mars : le traité de Paris consacre l'alliance de l'Angleterre et de la France contre l'Espagne.

### 1658
- 11 février : traité de Taastrup (en) précède le traité de Roskilde.
- 26 février : le traité de Roskilde met un terme à la première guerre du Nord entre le Danemark-Norvège et la Suède ; ses clauses ne sont pas respectées par Charles X.
- 16 septembre : traité d'Hadiach entre la Pologne et les cossacs.
- 20 décembre : le traité de Valiesar met un terme à la guerre russo-suédoise (1656-1658).

### 1659
- 7 novembre : le traité des Pyrénées met fin à la guerre franco-espagnole (1635-1659) et prévoit le mariage de Louis XIV avec l'infante Marie-Thérèse.

### 1660
- 3 mai : le traité d'Oliva met un terme à la première guerre du Nord entre le Brandebourg-Prusse, la Pologne, le Saint-Empire et la Suède.
- 6 juin : le traité de Copenhague met un terme définitif à la Première guerre du Nord (1655-1660) entre le Danemark-Norvège et la Suède.

### 1661
- 28 février : par le traité de Vincennes le roi de France restitue au duc de Lorraine Charles IV le duché de Bar occupé depuis 1633.
- 21 juin : traité de Kardis entre la France et la Suède.
- 1er juillet : le traité de Kardis met un terme à la guerre russo-suédoise (1656-1658).

### 1662
- 27 avril : le traité de Paris (1662), établit une alliance défensive entre la France et les Provinces-Unies.
- 27 octobre : le traité de Londres organise l'achat de Dunkerque et de son port à l'Angleterre par la France.

### 1664
- 24 février : par la patente de Turin le duc de Savoie Charles-Emmanuel II accorde la liberté de culte dans les vallées vaudoises.
- 1er août : la paix de Vasvár met un terme à la guerre austro-turque (1663-1664).

### 1665
- 11 juin : traité de Purandhar (en) entre Shivaji et Aurangzeb.

### 1667
- 30 janvier : la trêve d'Androussovo, dont les clauses seront renouvelées en 1678, met fin à la guerre russo-polonaise (1654-1667).
- 31 juillet : le traité de Bréda met un terme à la deuxième guerre anglo-néerlandaise (1665-1667).

### 1668
- 2 mai : le traité d'Aix-la-Chapelle met un terme à la guerre de Dévolution (1667-1668).
- 1668 : Deuxième traité de paix entre Shivaji et Aurangzeb.

### 1674
- 19 février : le troisième traité de Westminster met un terme à la troisième guerre anglo-néerlandaise (1672-1674).

### 1678
- 10 août : le traité de Nimègue met fin à la guerre de Hollande (1672-1678).

### 1679
- 29 juin : par le premier traité de Saint-Germain-en-Laye, le Brandebourg-Prusse rend les territoires qu'il a conquis sur la Suède au cours de la guerre de Scanie.
- 26 septembre : la paix de Lund met fin à la guerre de Scanie (1675-1679).
- 25 octobre : par le second traité de Saint-Germain-en-Laye, Louis XIV promet des subsides à l'électeur de Brandebourg en échange de son suffrage à l'élection impériale.

### 1681
- 30 septembre : l'acte de capitulation de Strasbourg en fait une ville française.

### 1684
- 15 et 20 août : par la trêve de Ratisbonne l'Autriche et l'Espagne reconnaissent pour vingt ans les conquêtes de Louis XIV dans le cadre de sa politique des Réunions.

### 1686
- 6 mai : le traité de paix éternelle consacre l'alliance de la Pologne et de la Russie.
- 9 juillet : l'Autriche, la Bavière, l'Espagne, les Provinces-Unies, la Saxe et la Suède s'unissent dans la ligue d'Augsbourg contre la France.

### 1689
- 6 septembre : le traité de Nertchinsk met fin à la guerre des frontières sino-russe (1652-1689).

### 1690
- 28 octobre : la Savoie se joint à la ligue d'Augsbourg.
- 1690 : traité de paix entre la Compagnie anglaise des Indes orientales et Aurangzeb.

### 1691
- 13 octobre : le traité de Limerick assure la possibilité pour les catholiques d'Irlande suspects de jacobitisme de partir en exil ou de rester sous certaines conditions.

### 1696
- 26 août : le traité de Turin consacre l'alliance de la France et de la Savoie qui quitte ainsi la ligue d'Augsbourg.

### 1697
- 20 septembre et 30 octobre : les traités de Ryswick mettent fin à la guerre de la ligue d'Augsbourg (1688-1697).

### 1699
- 26 janvier : le traité de Karlowitz met un terme à la grande guerre turque (1683-1699).
- 3 décembre : le traité de Lille met un terme à la politique des Réunions contre l'Espagne.

## XVIIIesiècle

### 1701
- 4 août : la grande paix de Montréal entre la Nouvelle-France et les Premières Nations.
- 7 septembre : le traité de La Haye (1701) entre l'Angleterre, les Provinces-Unies et le Saint-Empire contre la France.

### 1703
- 7 décembre : le traité de Methuen entre l'Angleterre et le Portugal.

### 1704
- 25 avril : le traité de Besançon fixe définitivement la frontière entre la Franche-Comté et la Lorraine, réglant ainsi le sort des Terres de surséance.
- 19 août : traité de Narva, lors de la grande guerre du Nord union saxons, polonais, lituaniens russes.
- 7 novembre : traité d'Ilbersheim, retire la Bavière lors des guerres de Succession d'Espagne.

### 1705
- 20 juin : le pacte de Gênes consacre l'alliance de l'Angleterre et de la principauté de Catalogne.
- 28 novembre : traité de Varsovie, lors de la grande guerre du Nord union saxons, polonais, lituaniens suédois.

### 1706
- Traités de Altranstädt de 1706, lors de la grande guerre du Nord union entre la Pologne et la Suède.

### 1707
- 12 mai : entrée en application du traité d'Union qui fonde les royaumes d'Angleterre et d'Écosse en un royaume de Grande-Bretagne.
- 30 août traités d'Altranstädt (en) entre la Suède et l'empereur sur les droits de religion en Silésie.

### 1709
- 9 octobre : traités de Thorn, alliance Saxe Pologne Lituanie et la Russie lors de la grande guerre du Nord.
- 22 octobre : traités de Copenhague (1709) (en) alliance entre la Russie de le Danemark lors de la grande guerre du Nord.

### 1710
- Capitulation de l'Estonie et de la Lituanie
- 3 juillet : traité de Hanovre de 1710 (en)

### 1711
- 23 juillet : le traité de Fălciu, ou traité du Prut, met un terme à la quatrième guerre russo-turque (1710-1711).

### 1712
- 11 août : la paix d'Aarau met fin à la guerre de Toggenburg.

### 1713
- 11 avril et 13 juillet : les traités d'Utrecht mettent fin à la guerre de succession d'Espagne (1701-1714), entre la France, puis l'Espagne, et la Grande-Bretagne.
- 27 juin : le traité d'Andrinople entre l'Empire ottoman et la Russie confirme celui de Fălciu.
- 10 novembre : le plus important des décrets de Nueva Planta, promulgués entre 1707 et 1716, fonde les royaumes d'Aragon et de Castille en un royaume d'Espagne.

### 1714
- 6 mars : le traité de Rastatt met fin à la guerre de succession d'Espagne (1701-1714) entre les maisons d'Autriche et de France.
- 7 septembre : le traité de Baden (1714) met fin à la guerre de succession d'Espagne (1701-1714) entre la France et le Saint-Empire.

### 1718
- 21 janvier : le traité de Paris est conclu entre le régent Philippe d'Orléans et le duc de Lorraine Léopold Ier.
- 16 juin : traité de Baden (1718) met fin à la guerre de Toggenburg dans la Confédération des XIII cantons (Suisse).
- 21 juillet : le traité de Passarowitz met un terme à la guerre vénéto-austro-ottomane (1714-1718).
- 2 août : le traité de Londres consacre la Quadruple-Alliance entre la France, la Grande-Bretagne, les Provinces-Unies et le Saint-Empire.

### 1719
- 20 novembre : le premier traité de Stockholm met fin à la grande guerre du Nord (1700-1721) entre le Hanovre et la Suède.

### 1720
- 1er février : le second traité de Stockholm met fin à la Grande guerre du Nord (1700-1721) entre la Prusse et la Suède.
- 20 février : la paix de La Haye met fin à la guerre de la Quadruple-Alliance (1717-1720).
- 3 juillet : le traité de Frederiksborg met fin à la Grande guerre du Nord (1700-1721) entre le Danemark-Norvège et la Suède.

### 1725
- 30 avril : le traité de Vienne consacre l'alliance de l'Autriche et de l'Espagne qui se porte garante de la Pragmatique Sanction.

### 1727
- 1er novembre : le traité de Kiakhta fixe la frontière sino-russe sur la rivière Argoun.

### 1729
- 9 novembre : le traité de Séville met un terme à la guerre anglo-espagnole (1727-1729).

### 1731
- 16 mars et 22 juillet : le traité de Vienne consacre l'alliance de l'Autriche et de la Grande-Bretagne auxquelles se joint l'Espagne.

### 1738
- 18 novembre : le traité de Vienne met un terme à la guerre de succession de Pologne (1734-1738).

### 1739
- 14 janvier : la convention de Pardo apaise pour un temps la rivalité de l'Espagne et de la Grande-Bretagne.
- 18 septembre : le traité de Belgrade met fin à la participation de l'Autriche à la guerre austro-russo-turque (1735-1739).
- 3 octobre : la convention de Nyssa entre la Russie et l'Empire ottoman met un terme définitif à la guerre austro-russo-turque (1735-1739).

### 1742
- 1er février : la convention de Turin consacre l'alliance de l'archiduchesse Marie-Thérèse et du roi de Sardaigne Charles-Emmanuel III.
- 11 juin : le traité de Breslau met fin à la première guerre de Silésie (1740-1742).

### 1743
- 7 août : le traité d'Åbo, ou traité de Turku, met fin à la guerre russo-suédoise (1741-1743).
- 13 septembre : le traité de Worms consacre l'alliance de l'Autriche, de la Grande-Bretagne, du Hanovre, de la Sardaigne et de la Saxe.

### 1745
- 22 avril : par la paix de Füssen, l'électeur de Bavière renonce à toute revendication en Autriche et à la couronne du Saint-Empire.
- 25 décembre : le traité de Dresde met un terme à la deuxième guerre de Silésie (1744-1745).

### 1748
- 18 octobre : le traité d'Aix-la-Chapelle met un terme à la guerre de l'oreille de Jenkins (1739-1748) et à la guerre de succession d'Autriche (1740-1748).

### 1750
- 13 janvier : le traité de Madrid, ou traité des Limites, modifie le tracé de la frontière entre les domaines coloniaux d'Espagne et de Portugal en Amérique du Sud.

### 1756
- 16 janvier : le traité de Westminster établit la neutralité de l'Allemagne garantie par la Grande-Bretagne et la Prusse ; il est le signal du renversement des alliances.
- 1er mai : le traité de Jouy, ou premier traité de Versailles, consacre l'alliance de l'Autriche et de la France.

### 1757
- 1er mai : le second traité de Versailles précise et renforce l'alliance conclue l'année précédente entre l'Autriche et la France.

### 1758
- 30 décembre : par le troisième traité de Versailles Louis XV renonce au projet de faire des Pays-Bas autrichiens un État indépendant.

### 1760
- 27 mars : traité de Turin entre le royaume de Sardaigne et la France.

### 1762
- 5 mai : traité de Saint Pétersbourg (1762) (en), entre la Prusse et la Russie.
- 22 mai : traité de Hambourg (1762) par la Suède et la Prusse, mettant fin à la guerre de Sept Ans en mer Baltique.
- 3 novembre : traité de Fontainebleau, par lequel Louis XV cède secrètement la Louisiane avec La Nouvelle-Orléans à l'Espagne.

### 1763
- 10 février : le traité de Paris met fin à la guerre de Sept Ans (1756-1763).
- 15 février : le traité de Hubertsbourg met un terme à la troisième guerre de Silésie (1756-1763).

### 1768
- 1 mars : le traité de Masulipatam confirme la possession du Hyderabad par les britanniques.
- 15 mai : par le traité de Versailles, la république de Gênes cède l'exercice de la souveraineté sur la Corse à la France contre une rente annuelle.
- 5 novembre : par le traité de Fort Stanwix confirme la proclamation royale de 1763.

### 1772
- 22 septembre : le traité de Saint-Pétersbourg consacre le premier partage de la Pologne entre l'Autriche, la Prusse et la Russie.

### 1774
- 21 juillet : le traité de Küçük Kaynarca met un terme à la guerre russo-turque (1768-1774).

### 1777
- 3 juin : le traité d'Aranjuez, ou traité des Limites, fixe la frontière entre l'Espagne et la France sur l'île Hispaniola.
- 1er octobre : le traité de San Ildefonso apaise les rivalités de l'Espagne et du Portugal en Afrique et en Amérique.

### 1779
- 12 avril : le traité d'Aranjuez, considéré comme l'un des pactes de famille entre l'Espagne et la France, consacre une nouvelle alliance contre la Grande-Bretagne.

### 1780
- 20 juin : le traité de Versailles fixe la frontière de l'évêché de Bâle et du royaume de France sur le Doubs.

### 1782
- 17 mai : le traité de Salbai met un terme, en Inde, à la première guerre anglo-marathe (1779-1782) entre la Compagnie des Indes orientales et l'Empire marathe.

### 1783
- 24 juillet : le traité de Gueorguievsk établit le protectorat de la Russie sur le royaume de Kartl-Kakhétie.
- 3 septembre : le traité de Paris, il est signé entre les représentants des treize colonies américaines et les représentants britanniques et met un terme à la guerre d'indépendance des États-Unis (1774-1783). La Grande-Bretagne reconnaît l'indépendance des États-Unis.
- 3 septembre : traité de Versailles, un ensemble de trois traités bilatéraux de paix signés par la Grande-Bretagne avec respectivement un traité avec la France qui met fin à la guerre franco-anglaise, un second traité avec l'Espagne qui met fin à la guerre anglo-espagnole (en), et enfin, un troisième traité avec les Provinces-Unies, qui mettra fin en 1784, à la quatrième guerre anglo-néerlandaise.

### 1785
- 8 novembre : le traité de Fontainebleau met un terme à la guerre de la Marmite (1785).

### 1786
- 21 mai : par le traité de Paris, Louis XVI et le duc de Wurtemberg règlent leurs contentieux à propos de la principauté de Montbéliard.
- 14 juillet : la convention de Londres met un terme aux tensions entre l'Espagne et la Grande-Bretagne en Amérique centrale.

### 1790
- 27 juillet : le traité de Reichenbach consacre l'alliance de l'Autriche, de la Grande-Bretagne, des Provinces-Unies, de la Prusse et de la Russie.

### 1792
- 9 janvier : le traité d'Iași met un terme à la septième guerre russo-turque (1787-1792).

### 1793
- 25 septembre : les traités consacrant le deuxième partage de la Pologne entre la Prusse et la Russie sont ratifiés par la Diète polonaise.

### 1794
- 19 novembre : le traité de Londres tente de mettre un terme aux tensions survenues entre la Grande-Bretagne et les États-Unis après leur indépendance.
- 11 novembre : traité de Canandaigua établi la paix et l'amitié entre les États-Unis et les Six nations

### 1795
- 5 avril : par le traité de Bâle, le roi de Prusse se retire de la Première coalition dirigée contre la France.
- 16 mai : le traité de La Haye consacre l'alliance de la République batave et de la France.
- 22 juillet : le traité de Bâle met un terme à la guerre du Roussillon (1793-1795).
- 3 août : le traité de Greenville met un terme à la guerre amérindienne du Nord-Ouest (1785-1795).
- 5 septembre : le traité de paix et d'amitié entre les États-Unis et la régence d'Alger.
- 27 octobre : le traité de San Lorenzo, ou traité de Madrid ou encore de Pinckney, garantit la liberté de navigation sur le Mississippi pour la marine américaine.

### 1796
- 28 avril : par l'armistice de Cherasco, le roi de Sardaigne se retire de la Première coalition dirigée contre la France.
- 15 mai : par le traité de Paris, le roi de Sardaigne cède Beuil, le comté de Nice, la Savoie et Tende à la France.
- 18 août : le traité de San Ildefonso consacre l'alliance de l'Espagne et de la France contre la Grande-Bretagne.
- 4 novembre : le traité de Tripoli entre les États-Unis et la Libye.

### 1797
- 26 janvier : le traité de Saint-Pétersbourg consacre le troisième partage de la Pologne entre l'Autriche, la Prusse et la Russie.
- 19 février : le traité de Tolentino consacre le démantèlement des États pontificaux par la France.
- 28 août : le traité américano-tunisien entre les États-Unis et la régence de Tunis garantit la marine marchande américaine contre les attaques pirates en Méditerranée.
- 18 octobre : le traité de Campo-Formio met fin à la première campagne d'Italie (1796-1797) ; l'Autriche annexe le territoire de la république de Venise.

### 1799
- 18 octobre : la convention d'Alkmaar met fin à l'invasion anglo-russe de la Hollande (1799).

### 1800
- 30 septembre : le traité de Mortefontaine conclu entre les États-Unis et la France met un terme à la quasi-guerre (1798-1800).
- 1er octobre : le traité de San Ildefonso prévoit la rétrocession par l'Espagne de la Louisiane à la France.

## XIXesiècle

### 1801
- 1er janvier : entrée en application de l'acte d'Union qui fonde les royaumes de Grande-Bretagne et d'Irlande en un Royaume-Uni.
- 9 février : le traité de Lunéville met fin à la participation de l'Autriche à la Deuxième coalition contre la France et ses alliés.
- 13 février : la convention d'Aranjuez consacre l'alliance de l'Espagne et de la France contre le Royaume-Uni.
- 28 mars : le traité de Florence met fin à la participation du royaume de Naples à la Deuxième coalition contre la France et ses alliés.
- 6 juin : le traité de Badajoz met un terme à la guerre des Oranges (1801) et à la participation du Portugal à la Deuxième coalition contre la France et ses alliés.
- 16 juillet : le concordat de Rome met un terme à la participation du pape à la Deuxième coalition contre la France et ses alliés.
- 9 octobre : le premier traité de Paris met un terme à la participation de l'Empire ottoman à la Deuxième coalition contre la France et ses alliés.
- 10 octobre : le second traité de Paris met un terme à la participation de la Russie à la Deuxième coalition contre la France et ses alliés.

### 1802
- le traité de Al Arish, Napoléon rend l'Égypte à l'empire Ottoman.
- 25 mars : le traité d'Amiens conclu entre l'Espagne, la France et la République batave d'une part, le Royaume-Uni d'autre part, dissout définitivement la Deuxième coalition.
- 31 décembre : traité de Bassein (1802) (en), entre la Compagnie britannique des Indes orientales et le Marathe Peshwâ de Pune.

### 1803
- 26 juin : par le traité de Malmö, la Suède cède contre rétribution la seigneurie de Wismar pour une durée de cent ans au Mecklembourg-Schwerin.

### 1804
- 3 novembre : traité de Saint-Louis

### 1805
- 11 avril : le traité de Saint-Pétersbourg consacre l'alliance du Royaume-Uni et de la Russie qui cherchent à susciter une Troisième coalition.
- 15 décembre : le traité de Schönbrunn conclu entre la France et la Prusse contient les premières mesures qui conduiront au Blocus continental.
- 26 décembre : le traité de Presbourg met fin à la participation de l'Autriche à la Troisième coalition contre la France et ses alliés.

### 1806
- 24 mai : le traité de Paris consacre le remplacement de la République batave par le royaume de Hollande dont Louis Bonaparte devient roi.
- 12 juillet : le traité de Paris, ou traité de la confédération du Rhin, jette les bases institutionnelles de la confédération du Rhin (1806-1815).

### 1807
- 4 mai : traité de Finkenstein entre la France et la Perse.
- 7 et 9 juillet : les traités de Tilsit mettent fin à la guerre de la Quatrième coalition (1806-1807).
- 27 octobre : le traité de Fontainebleau consacre l'alliance de l'Espagne et de la France contre le Portugal qui refuse d'appliquer les conditions du blocus continental.
- 17 novembre : traité de Détroit (1807) entre les États-Unis et les amérindiens.

### 1809
- 14 janvier : le traité de Londres, ou traité Apodaca-Canning, consacre l'alliance de Ferdinand VII avec le Royaume-Uni.
- 17 septembre : le traité de Fredrikshamn met fin à la guerre de Finlande (1808-1809).
- 14 octobre : le traité de Schönbrunn met fin à la guerre de la Cinquième coalition (1809).

### 1810
- 6 janvier : traité de Paris (1810), met fin à la guerre entre l'Empire de Napoléon avec ses alliés et le royaume de Suède.

### 1812
- 29 mai : traité de Bucarest (1812) paix entre la Russie et l'empire Ottoman.

### 1813
- 28 février : traité de Kalisz entre la Russie et la Prusse contre Napoléon
- 8 octobre : le traité de Ried consacre l'alliance de l'Autriche et de la Bavière qui rejoint ainsi la Sixième coalition.
- 24 octobre : le traité de Golestan met fin à la guerre russo-persane (1804-1813).
- 11 décembre : le traité de Valençay met fin à la guerre d'indépendance espagnole (1808-1814).

### 1814
- 1er mars : le traité de Chaumont renforce l'alliance de l'Autriche, de la Prusse, du Royaume-Uni et de la Russie contre Napoléon.
- 11 avril : le traité de Fontainebleau met fin à la guerre de la Sixième coalition (1812-1814) ; Napoléon abdique et se retire sur l'île d'Elbe.
- 30 mai : le premier traité de Paris fixe les frontières de la France pendant la Première Restauration et prévoit la tenue du congrès de Vienne.
- 9 août : le traité de Fort Jackson met fin à la première guerre Creek (1813-1814).
- 24 décembre : le traité de Gand met fin à la guerre anglo-américaine de 1812 (1812-1815).

### 1815
- 10 mars : par la convention de Kandy, le Royaume-Uni prend le contrôle de l'île de Ceylan.
- 10 mars : traité de Nicolls' Outpost (en) entre les États-Unis et les Red Sticks, jamais ratifié.
- 8 juin : l'acte confédéral allemand jette les bases institutionnelles de la Confédération germanique (1815-1848, 1850-1866).
- 9 juin : l'acte final du congrès de Vienne officialise la réorganisation territoriale de l'Europe post-napoléonienne.
- 20 novembre : le second traité de Paris redéfinit les frontières de la France où a débuté la Seconde Restauration.
- 20 novembre : Quadruple Alliance (1815) entre la Prusse, l'Autriche, la Russie et le Royaume-Uni.
- 2 décembre : le traité de Sugauli met un terme à la guerre anglo-népalaise, ou guerre des Gurkhas (1814-1816).

### 1816
- 24 août : traité de Saint-Louis (1816)

### 1818
- 22 janvier : traité des Creek (en)
- 25 septembre : traités de St. Louis (1818) (en)
- automne : Quintuple alliance, la France rejoint la quadruple alliance.

### 1819
- 22 février : le traité de Washington, ou traité d'Adams-Onís, fixe la frontière entre l'Espagne et les États-Unis qui annexent la Floride.

### 1821
- 29 août : premier traité de Chicago entre les États-Unis et des amérindiens.

### 1822
- 25 mai : capitulation de Quito

### 1823
- 18 septembre : le traité de Moultrie Creek crée une réserve indienne en Floride pour les Séminoles.

### 1824
- 17 août : Traité de Saint-Pétersbourg de 1824 entre les États-Unis et la Russie.
- 18 septembre : traité de Londres (1824) entre les Pays-Bas et le Royaume Uni.

### 1825
- 3 mars : traité de Saint-Pétersbourg de 1825 (en), frontière entre la Russie et les territoires britanniques.
- 17 juin : protocole de Genève sur le contrôle du commerce international des armes et des munitions
- 19 août : premier traité de Prairie du Chien entre les États-Unis et différentes tribus amérindiennes.
- 7 novembre : traités de St. Louis (1825) (en)

### 1826
- 24 février : le traité de Yandabo met fin à la première guerre anglo-birmane (1824-1826).
- 20 juin : le traité de Bangkok, ou traité Burney, définit les zones d'influence du Royaume-Uni et du royaume de Siam sur les États malais.
- 7 octobre : la convention d'Akkerman définit l'influence respective des Empires ottoman et russe dans les principautés danubiennes.

### 1827
- 6 juillet : le traité de Londres consacre l'alliance de la France, du Royaume-Uni et de la Russie pour intervenir dans la guerre d'indépendance grecque.

### 1828
- 21 février : traité de Turkmanchai, l'empire perse cède des territoires au nord.
- 27 août : le traité de Montevideo met fin à la guerre de Cisplatine (1825-1828) et consacre l'indépendance de l'Uruguay.

### 1829
- 22 mars : le protocole de Londres fixe les frontières de la Grèce moderne.
- été : second traité de Prairie du Chien entre les États-Unis et le Conseil des Trois Feux.
- été : troisième traité de Prairie du Chien entre les États-Unis et les Winnebagos.
- 14 septembre : le traité d'Andrinople met fin à la guerre russo-turque (1828-1829).

### 1830
- 3 février : par le protocole de Londres, la France, le Royaume-Uni et la Russie reconnaissent l'indépendance de la Grèce.
- 15 juillet : quatrième traité de Prairie du Chien entre les États-Unis et différentes tribus amérindiennes.

### 1831
- 26 juin : le projet de traité des XVIII Articles reconnaissant l'indépendance de la Belgique est rejeté par le roi des Pays-Bas.

### 1832
- 7 mai : par le traité de Londres, la France, le Royaume-Uni et la Russie reconnaissent Othon de Bavière roi de Grèce.
- 9 mai : le traité de Payne's Landing, conséquence de l'Indian Removal Act, contraint les Séminoles à s'établir de la Floride vers l'ouest du Mississippi.
- 21 juillet : le traité de Constantinople met fin à la guerre d'indépendance grecque (1821-1829).
- 20 octobre : le traité de Pontotoc entre les États-Unis et les Chicachas qui cèdent leurs terres situées dans l'État du Mississippi en échange de terres à l'ouest du fleuve Mississippi.

### 1833
- 29 septembre : second traité de Chicago entre les États-Unis et des amérindiens

### 1834
- 22 avril : par le traité de la Quadruple-Alliance la France et le Royaume-Uni s'engagent à intervenir dans les crises espagnole et portugaise.
- 26 mai : les accords d'Evora-Monte mettent un terme à la guerre civile portugaise (1828-1834).

### 1835
- 26 août : traités de Batman (en), premier traité avec des aborigènes australiens.
- 29 décembre : traité de New Echota entre les États-Unis et des amérindiens.

### 1836
- 28 mars : par le traité de Washington les États-Unis étendent le territoire de l'actuel État du Michigan sur les zones de chasse des Ojibwés et des Outaouais.

### 1837
- 30 mai : traité de la Tafna
- 25 août : traité de Munich sur les pièces (en).

### 1838
Traité de Balta-Liman entre l'empire ottoman et la Grande-Bretagne sera suivi par un autre traité en 1849

### 1839
- 19 avril : le traité de Londres, ou traité des XXIV Articles, consacre l'indépendance et la neutralité de la Belgique et du Luxembourg.
- 28 novembre : la convention franco-hollandaise confirme les clauses du traité de Concordia (1648).

### 1840
- 6 février : le traité de Waitangi fait de la Nouvelle-Zélande une colonie britannique.

### 1842
- 29 août : traité de Nankin entre la Chine et le royaume uni.

### 1843
- 7 août : le traité de Maastricht fixe la frontière entre la Belgique et les Pays-Bas.
- 3 octobre : traité du Bogue entre la Chine et le Royaume uni.

### 1844
- 3 juillet : traité de Wanghia entre la Chine et les États-Unis.
- 10 septembre : le traité de Tanger met fin à la guerre franco-marocaine (1844).
- 24 octobre : traité de Huangpu entre la Chine et la France.

### 1845
- 28 février : la paix de Ponche Verde met fin à la guerre des Farrapos (1835-1845).

### 1846
- 16 mars : le traité d'Amritsar met fin à la Première guerre anglo-sikhe (1845-1846).
- 12 décembre : le traité Mallarino-Bidlack est un accord de coopération mutuelle entre les États-Unis et la république de Nouvelle-Grenade.

### 1847
- 13 janvier : la capitulation, ou traité de Cahuenga, marque la fin des combats dans les Californies dans le cadre de la guerre américano-mexicaine.

### 1848
- 2 février : le traité de Guadalupe Hidalgo met fin à la guerre américano-mexicaine (1846-1848).

### 1849
- 1er mai : convention de Balta-Liman entre l'empire ottoman la Russie et les principautés danubiennes.
- 24 novembre : le traité Arana-Southern conclu entre la Confédération argentine et le Royaume-Uni met fin au blocus du Rio de la Plata.

### 1850
- 19 avril : le traité Clayton–Bulwer conclu entre les États-Unis et le Royaume-Uni prévoit l'aménagement d'un canal au Nicaragua pour relier l'Atlantique et le Pacifique.
- 30 novembre : au terme de la conférence d'Olmütz, sous la pression de l'Autriche et de la Russie, le roi de Prusse doit renoncer à unifier politiquement l'Allemagne.

### 1851
- 16 mars : concordat de 1851 entre le Saint-Siège et l'Espagne
- 5 août : traité de Mendota entre les États-Unis et des tribus indiennes
- 23 juillet : traité de la Traverse des Sioux entre les États-Unis et les Sioux
- 6 août : traité de Goulja entre la Chine et la Russie
- 17 septembre : traité de Fort Laramie (1851) entre les États-Unis et des tribus indiennes

### 1852
- 17 janvier : traité de Sand River, indépendance de l'Afrique du Sud
- 8 mai : protocole de Londres (1852) sur les grandes puissances de l'époque.

### 1854
- 31 mars : convention de Kanagawa imposé au Japon
- 5 juin : traité de réciprocité canado-américain
- 14 octobre : traité d'amitié anglo-japonais
- Traité de Medicine Creek, les tribus indiennes perdent du territoire
- Traité entre les Umpquas et les Kalapuyas (en) entre les Umpquas et les Kalapuyas sur le Territoire de l'Oregon

### 1855
- 7 février : le traité de Shimoda, ou traité d'amitié russo-japonais, ouvre les ports japonais de Hakodate, de Nagasaki et de Shimoda à la flotte russe.

### 1856
- 30 mars : le traité de Paris met fin à la guerre de Crimée (1853-1856).
- 2 décembre : le premier traité de Bayonne fixe le tracé de la frontière entre l'Espagne et la France de l'embouchure de la Bidassoa à la Navarre.

### 1857
- 24 janvier : traité monétaire de Vienne (en), union monétaire entre l'Allemagne, l'Autriche et le Liechtenstein.
- Quatrième traité Buffalo Creek (en), entre les États-Unis et des amérindiens.

### 1858
- 28 mai : le traité d'Aigun conclu avec la Russie est un des traités inégaux imposé à la Chine.
- Traités Ansei est un des traités inégaux entre le Japon et plusieurs nations européennes.

### 1859
- 30 avril : traité de Wyke-Aycinena (es) entre le Guatemala et le Royaume-Uni.
- 11 novembre : pacte de San José de Flores entre la Confédération argentine et l’État de Buenos Aires.

### 1862
- 14 avril : le second traité de Bayonne fixe le tracé de la frontière entre l'Espagne et la France de la Navarre à l'Andorre.
- 5 juin : par le premier traité de Saïgon, l'empereur du Viêt Nam Tự Đức reconnaît le passage de la Cochinchine sous domination française.
- 31 août : convention de Scutari entre le Monténégro et l'Empire Ottoman

### 1863
- 8 février : convention d'Alvensleben entre la Russie et la Prusse.
- 4 avril : traité de Hué (1863)
- 11 août : traité de protectorat du Cambodge (1863)
- 1er décembre : traité Rama IV-Norodom de 1863, traité secret.

### 1864
- 30 octobre : le traité de Vienne met fin à la guerre des duchés (1864).
- Première convention de Genève sur les victimes de guerre.

### 1866
- 26 mai : le troisième traité de Bayonne fixe le tracé de la frontière entre l'Espagne et la France de l'Andorre à la Méditerranée.
- 23 août : le traité de Prague met fin à la guerre austro-prussienne (1866).
- 3 octobre : le traité de Vienne met fin à la troisième guerre d'indépendance italienne (1866).
- 2 décembre : l'acte additionnel aux traités de Bayonne fixe les conditions d'usage des ressources naturelles de part et d'autre de la frontière entre l'Espagne et la France.

### 1867
- 11 mai : le traité de Londres met fin à la crise luxembourgeoise (1867).
- 15 juillet : traité franco-siamois de Bangkok, le Siam reconnait l'indépendance du Cambodge.

### 1871
- 8 mai : le traité de Washington règle le contentieux entre les États-Unis et le Royaume-Uni qui avait soutenu la Confédération lors de la guerre de Sécession.
- 10 mai : le traité de Francfort met fin à la guerre franco-allemande (1870-1871).
- 13 septembre : le traité de Tientsin, ou traité sino-japonais d'amitié et de commerce, fixe les premiers droits de douane entre la Chine et le Japon.

### 1873
- 3 octobre : Traité numéro 3 entre le gouvernement central du Canada et des tribus indiennes.

### 1874
- 15 mars : par le second traité de Saïgon la France obtient de nouveaux avantages commerciaux au Viêt Nam, notamment sur le fleuve Rouge.

### 1875
- 7 mai : par le traité de Saint-Pétersbourg le Japon renonce à revendiquer l'île de Sakhaline contre l'abandon par la Russie de ses prétentions sur les îles Kouriles.

### 1878
- 10 février : le pacte de Zanjón met fin à la guerre des Dix ans (1868-1878), première tentative de Cuba pour obtenir l'indépendance.
- 3 mars : le traité de San Stefano met fin à la guerre russo-turque (1877-1878).
- 4 juin : par la convention de Chypre l'Empire ottoman abandonne Chypre au Royaume-Uni en échange de son soutien pour la révision du traité de San Stefano.
- 13 juillet : le traité de Berlin révise le traité de San Stefano et redéfinit les frontières dans les Balkans et dans le Caucase.

### 1879
- 26 mai : le traité de Gandomak tente de mettre fin à la seconde guerre anglo-afghane (1878-1881).

### 1881
- 23 juillet : le traité de Buenos Aires, ou traité des Limites, fixe la frontière entre l'Argentine et le Chili.

### 1882
- 20 mai : la Triplice consacre l'alliance de l'Allemagne, de l'Autriche-Hongrie et de l'Italie.

### 1883
- 25 août : premier traité de Hué entre les puissances coloniales et pays colonisés.
- 20 octobre : le traité d'Ancón met fin à la guerre du Pacifique (1879-1883) entre la Bolivie de le Chili.

### 1889
- 10 mai : différend frontalier de la Puna de Atacama, traité secret entre l'Argentine et la Bolivie, (voir aussi le 19 mai 1891)

### 1891
- 19 mai : différend frontalier de la Puna de Atacama, traité secret entre le Chili et la Bolivie (voir aussi le 10 mai 1889)
- 11 juin : traité anglo-portugais de 1891 fixant les frontières des territoires occupés par les deux puissance européennes en Afrique australe.

### 1895
- 17 avril : le traité de Shimonoseki, ou traité de Maguan, met fin à la guerre sino-japonaise (1894-1895).
- 8 novembre : la triple intervention de l'Allemagne, de la France et de la Russie contraint le Japon à renoncer au Liaodong acquis par le traité de Shimonoseki.

### 1898
- 10 décembre : le traité de Paris met fin à la guerre d'indépendance cubaine (1895-1898) et à la guerre hispano-américaine (1898).

### 1899
- 29 juin : à l'issue de la première conférence de La Haye, est créée la Cour permanente d'arbitrage.
- 14 octobre : traité de Kouang-Tchéou-Wan sur l'octroi de Kouang-Tchéou-Wan à la France.
- 2 décembre : le traité de Washington, ou traité de Samoa, règle le sort des îles Samoa entre l'Allemagne, les États-Unis et le Royaume-Uni.

### 1900
- 19 mai : Convention sur la préservation des animaux sauvages en Afrique (en)
- 27 juin : le traité de Paris conclu entre l'Espagne et la France fixe les frontières de la Région continentale de Guinée équatoriale.
- 7 novembre : traité de Washington (en) modifie le traité de Paris de 1898.

## XXesiècle

### 1901
- 7 septembre : le protocole de paix Boxer, conclu entre l'Alliance des huit nations et la Chine met fin à la révolte des Boxers (1899-1901).
- 18 novembre : le traité Hay-Pauncefote conclu entre les États-Unis et le Royaume-Uni réglemente la navigation sur le futur canal de Panama.

### 1902
- 30 janvier : un accord signé à Londres consacrant l'alliance anglo-japonaise amène le Royaume-Uni à sortir de son splendide isolement.
- 31 mai : le traité de Vereeniging met fin à la seconde guerre des Boers (1899-1902).

### 1903
- 22 janvier : le traité Herrán-Hay prévoit le percement du canal de Panama par les États-Unis mais le Congrès de la république de Colombie refusera de le ratifier.
- 16 février : le traité américano-cubain permet aux États-Unis d'établir une base navale dans la baie de Guantánamo.
- 3 juin : l'union douanière d'Afrique australe (en) établit le libre-échange entre les colonies du Cap, du Natal, de la rivière Orange, de Rhodésie du Sud et du Transvaal.
- 20 octobre : le traité Hay-Herbert confie à une commission paritaire le soin de fixer la frontière entre l'Alaska et la Colombie britannique.
- 3 novembre : l'indépendance de Panama sera reconnue par les États-Unis le 13 novembre suivant, la France fera de même le lendemain.
- 11 novembre : le traité de Petrópolis met fin à la guerre de l'Acre (1899-1903).
- 18 novembre : par le traité Hay-Bunau-Varilla, les États-Unis achètent la concession du percement et de l'exploitation du canal de Panama aux Français.

### 1904
- 7 septembre : convention entre la Grande-Bretagne et le Tibet. après l'expédition militaire britannique au Tibet, Francis Younghusband oblige ce dernier ouvrir des villes, des mines, à laisser le Sikkim au Royaume-Uni et à payer une forte indemnité de guerre.
- 20 octobre : Traité de paix et d'amitié (1904) (en) établit les frontières entre le Chili et la Bolivie.

### 1905
- 5 septembre : le traité de Portsmouth met fin à la guerre russo-japonaise (1904-1905).
- 24 juillet : le pacte de Björkö conclu secrètement entre le Kaiser et le tsar est sans effet du fait de l'alliance franco-russe.
- 27 juillet : l'entrevue Taft-Katsura permet de définir les zones d'influences respectives des États-Unis et du Japon en Asie du Sud-Est.
- Juillet : le traité de la Baie James, ou Traité 9, définit les relations de la Confédération canadienne avec les Premières Nations établies en Ontario et au Québec.
- 26 octobre : le roi de Suède-Norvège Oscar II reconnaît la dissolution de l'union personnelle des royaumes de Norvège et de Suède.
- 17 novembre : le traité d'Eulsa fait de la Corée un protectorat du Japon.

### 1906
- 19 août : le Traité 10 (en) définit les relations de la Confédération canadienne avec les Premières Nations établies dans les provinces d'Alberta et de Saskatchewan.
- La deuxième convention de Genève adopte le protocole pour l'amélioration du sort des blessés, des malades et des naufragés des forces armées sur mer.
- Le traité des limites entre le Brésil et le Surinam (en) fixe la frontière entre le Brésil et la Guyane néerlandaise.
- 27 avril : traité de Pékin, entre l'Empire britannique et la Chine impériale, revenant sur la convention entre la Grande-Bretagne et le Tibet de 1904, reconnaissant la souveraineté de la Chine sur le Tibet, et réduisant les indemnités de guerre des Tibétains aux Britanniques. Les Britanniques conservent le droit unique de pénétrer au Tibet.

### 1909
- 10 mars : le traité de Bangkok, ou traité anglo-siamois, amende le traité Burney et redéfinit les zones d'influence du Royaume-Uni et du Siam sur les États malais.

### 1910
- 22 août : le traité d'annexion de la Corée par l'empire du Japon consacre la disparition de l'Empire coréen.
- 23 septembre : Convention internationale pour l'unification de certaines règles en matière d'abordage (en).

### 1911
- 7 juillet : traité du Nord Pacifique sur la fourrure (en).

### 1912
- 23 janvier : la convention internationale de l'opium est le premier traité visant au contrôle des drogues.

### 1913
- 31 juillet : traité d'amitié entre la Mongolie et le Tibet
- 30 mai : le traité de Londres met fin à la première guerre balkanique (1912-1913).
- 10 août : le traité de Bucarest met fin à la seconde guerre balkanique (1913).
- 17 décembre : le traité de Florence confie l'Épire du Nord à l'Albanie.

### 1915
- 19 janvier : Vingt et une demandes entre le Japon et la Chine.

### 1916
- 16 mai : les accords Sykes-Picot prévoit le partage du Moyen-Orient en zones d'influence britannique et française.
- 27 août : par le traité de Bucarest, la Roumanie s'engage aux côtés des Alliés dans la Première Guerre mondiale.

### 1917
- 20 juillet : déclaration de Corfou création du royaume des Serbes, Croates et Slovènes.
- 2 novembre : accord Lansing–Ishii entre les États-Unis et le Japon, concernant la Chine.
- 6 décembre : les députés à l'Eduskunta déclarent l'indépendance de la Finlande vis-à-vis de la Russie.

### 1918
- 9 février : le traité de Brest-Litovsk entre les Empires centraux et l’Ukraine met fin à la guerre entre l'Ukraine et les puissances centrales.
- 3 mars : le traité de Brest-Litovsk met fin à la Première Guerre mondiale sur le front de l'Est.
- 7 mai : le traité de Bucarest consacre la défaite de la Roumanie face aux Empires centraux et à la Bulgarie.
- 4 juin : par le traité de Batoum, l'Empire ottoman reconnaît l'indépendance de la république d'Arménie.
- 10 octobre : traité de Rongbatsa fixe les frontières entre l'Inde, le Népal et la Chine.
- 30 octobre : armistice de Moudros entre l'empire ottoman et les alliés.
- 3 novembre : armistice de Villa Giusti entre l'Autriche et l'Italie.
- 11 novembre : armistice de 1918 entre l'Allemagne et les alliés.

### 1919
- 28 juin : le traité de Versailles consacre la défaite de l'Allemagne face aux Alliés et prévoit la création de la Société des Nations.
- 10 septembre : le traité de Saint-Germain-en-Laye consacre la défaite de l'Autriche face aux Alliés.
- 27 novembre : le traité de Neuilly consacre la défaite de la Bulgarie face aux Alliés.

### 1920
- 21 avril : le traité de Varsovie consacre l'alliance de la Pologne et de l'Ukraine.
- 4 juin : le traité de Trianon consacre la défaite de la Hongrie face aux Alliés.
- 16 juillet : la Conférence de Spa fait suite au Traité de Versailles.
- 10 août : le traité de Sèvres consacre la défaite de l'Empire ottoman face aux Alliés.
- 11 août : par le traité de Riga, la Russie reconnaît l'indépendance de la Lettonie.
- 2 décembre : le traité d'Alexandropol met fin à la guerre arméno-turque (1920).

### 1921
- 19 et 21 février : le traité de Paris consacre l'alliance franco-polonaise.
- 9 mars : le traité de paix de Cilicie met fin à la campagne de Cilicie (1918-1921).
- 16 mars : le traité de Moscou fixe la frontière entre l'Arménie et la Turquie.
- 18 mars : la paix de Riga met fin à la guerre soviéto-polonaise (1919-1921).
- 13 octobre : le traité de Kars fixe la frontière entre les républiques soviétiques de Transcaucasie et la Turquie.
- 20 octobre : par le traité d'Ankara, la Turquie reconnaît le mandat français sur le Liban et la Syrie.

### 1922
- 30 décembre : le Traité sur la formation de l'Union des républiques socialistes soviétiques (en), rassemble en un unique État appelé Union des républiques socialistes soviétiques (URSS) la république socialiste fédérative soviétique de Russie (RSFSR), la république socialiste soviétique de Biélorussie (RSSB), la république socialiste soviétique d'Ukraine (RSSU) et la république socialiste fédérative soviétique de Transcaucasie (RSFST ; Géorgie, Azerbaïdjan et Arménie).

### 1923
- 24 juillet : le traité de Lausanne met fin à la guerre d'indépendance turque (1919-1922) et à la guerre gréco-turque (1919-1922) ; la Turquie reprend la Thrace orientale et le contrôle des Détroits.

### 1925
- 16 octobre : les accords de Locarno posent les principes de garantie, d’interdiction d’utiliser la guerre comme moyen de règlement des conflits et de l’arbitrage obligatoire pour les différends qui pourraient survenir entre l'Allemagne et les Alliés.

### 1928
- 27 août : le pacte de Paris, ou pacte Briand-Kellogg, est signé par soixante-trois pays qui « condamnent le recours à la guerre pour le règlement des différends internationaux et y renoncent en tant qu'instrument de politique nationale dans leurs relations mutuelles »

### 1933
- 24 octobre : trêve de Tanggu entre le Japon et la Chine.

### 1934
- 26 janvier : Pacte de non-agression germano-polonais.

### 1935
- 2 mai : le traité franco-soviétique d'assistance mutuelle consacre l'alliance de la France et de l'Union soviétique.

### 1936
- 20 juillet : la convention de Montreux concernant le régime des détroits détermine la libre circulation dans les détroits du Bosphore et des Dardanelles ainsi que dans la mer Noire.

### 1937
- 9 juillet : le traité de Sa'dabad est un pacte de non-agression entre l'Afghanistan, l'Iran, l'Irak et la Turquie.

### 1939
- 19 mai : la convention Kasprzycki-Gamelin renouvelle l'alliance franco-polonaise.
- 22 mai : Pacte d'acier entre l'Allemagne et l'Italie
- 23 août : Pacte germano-soviétique, traité de non-agression entre l'Allemagne et l'Union soviétique

### 1940
- 12 mars : le traité de Moscou met fin à la guerre d'Hiver (1939-1940) entre la Finlande et l'Union soviétique.

### 1941
- 9 mai : la convention de Tokyo met fin à la guerre franco-thaïlandaise (1940-1941).
- 18 juin : Pacte d'amitié turco-allemand.

### 1942
- 26 mai : le traité de Londres, ou traité anglo-soviétique consacre l'alliance du Royaume-Uni et de l'Union soviétique.

### 1944
- 19 septembre : l'armistice de Moscou met fin à la guerre de Continuation (1941-1944) entre la Finlande et l'Union soviétique.

### 1945
- 26 juin : la Charte des Nations unies, à l'issue de la conférence de San Francisco, définit les buts, les principes et la composition de l'Organisation des Nations unies.
- Le traité de Várkiza tente vainement d'éviter la guerre civile grecque.

### 1946
- Traité de Keflavik (en) entre les États-Unis et l’Islande.
- 5 septembre : accord De Gasperi-Gruber, l'Autriche perd le Tyrol.

### 1947
- 10 février : le traité de Paris règle le sort de la Bulgarie, de la Finlande, de la Hongrie, de l'Italie et de la Roumanie, tous anciens alliés de l'Allemagne.
- 4 mars : le traité de Dunkerque réactive l'Entente cordiale entre la France et le Royaume-Uni.
- 2 septembre : Traité interaméricain d'assistance réciproque.
- 30 octobre : Accord général sur les tarifs douaniers et le commerce.

### 1948
- 17 mars : le traité de Bruxelles est un accord de coopération économique, sociale et culturelle et de défense collective entre la Belgique, la France, le Luxembourg, les Pays-Bas et le Royaume-Uni.
- 9 décembre : Convention pour la prévention et la répression du crime de génocide.

### 1949
- 8 janvier : création du Conseil d'assistance économique mutuelle entre différents pays du bloc de l'Est.
- 4 avril : l'Organisation du traité de l'Atlantique nord (OTAN) consacre l'alliance militaire du Canada et des États-Unis avec les pays signataires du traité de Bruxelles.
- 5 mai : le traité de Londres est l'acte fondateur du Conseil de l'Europe.
- 12 août : adoption de quatre conventions de Genève relatives 1. à l'amélioration du sort des blessés et des malades dans les forces armées en campagne ; 2. à l'amélioration du sort des blessés, des malades et des naufragés des forces armées sur mer ; 3. au traitement des prisonniers de guerre ; 4. à la protection des personnes civiles en temps de guerre.
- 27 décembre : par le traité de La Haye, les Pays-Bas reconnaissent l'indépendance de l'Indonésie sauf des Moluques et de la Nouvelle-Guinée occidentale.

### 1950
- 14 février : le pacte sino-soviétique est un traité d'amitié, d'alliance et d'assistance mutuelle entre la Chine et l'Union soviétique.
- 8 avril : le pacte Liaquat-Nehru (en) tente de régler le sort des minorités en Inde et au Pakistan après la partition des Indes (1947).
- 6 juillet : le traité de Zgorzelec fixe la frontière entre l'Allemagne et la Pologne sur l'Oder et la Neisse.
- 31 juillet : traité Inde-Népal de paix et d'amitié
- 4 novembre : Convention européenne des droits de l'homme

### 1951
- 28 juillet : convention de Genève relative au statut des réfugiés.
- 30 août : Traité de défense mutuelle entre les États-Unis et la république des Philippines.
- 1er septembre : le traité de sécurité ANZUS (Australia, New Zealand, United States) prévoit la coopération militaire de ces trois pays pour toute question de sécurité concernant la zone Pacifique.
- 8 septembre : le traité de San Francisco met fin à l'occupation militaire alliée du Japon (1945-1952).

### 1952
- 28 avril : par le traité de Taipei le Japon restitue les îles Pescadores et l'île de Taïwan à la république de Chine.
- 10 mai : Convention internationale pour l'unification de certaines règles sur la saisie conservatoire des navires de mer.
- 26 mai : par les accords de Bonn, l'Allemagne de l'Ouest se voit attribuer les prérogatives d'un État souverain (autorisation d'établir des relations diplomatiques et d'entretenir une armée) et rejoint à ce titre la Communauté européenne de défense.

### 1953
- 27 juillet : l'armistice de Panmunjeom met fin à la guerre de Corée (1950-1953).

### 1954
- 8 septembre : le pacte de Manille, ou Organisation du traité de l'Asie du Sud-Est (OTASE) est un pacte militaire pro-occidental regroupant des pays d'Asie du Sud-Est non communistes.
- 23 octobre : les accords de Paris prévoient l'adhésion de l'Allemagne de l'Ouest à l'Organisation du traité de l'Atlantique nord.

### 1955
- 24 février : le traité d'organisation du Moyen-Orient, ou pacte de Bagdad, est une alliance militaire conclue entre l'Irak, l'Iran, le Pakistan, le Royaume-Uni et la Turquie.
- 24 avril : la résolution finale de la conférence de Bandung révèle les difficultés du tiers monde à émerger sur la scène internationale.
- 15 mai : le traité d'État autrichien rétablit la pleine souveraineté de l'Autriche.
- 30 juin : l'accord de Simonstown (en) est traité de coopération entre la marine sud-africaine et la Royal Navy.
- 14 mai : le pacte de Varsovie est un traité d'amitié, de coopération et d'assistance mutuelle entre les pays du bloc de l'Est.

### 1956
- 19 octobre : la déclaration commune soviéto-japonaise prévoit la restauration des relations diplomatiques entre le Japon et l'Union soviétique.

### 1957
- Traité d'assistance anglo-malaise
- 25 mars : traité de Rome sur le fonctionnement de l'Union européenne.
- Traité sur de l'énergie atomique

### 1958
- Assistance mutuelle GB-USA
- Convention sur la mer territoriale et la zone contiguë

### 1959
- 1er décembre : traité sur l'Antarctique

### 1963
- Traité d'interdiction partielle des essais nucléaires

### 1967
- Traité sur l'espace

### 1970
- Traité de coopération sur les brevets
- Hague Hijacking Convention (en)
- Traité des frontières de 1970 (en), États-Unis et Mexique
- Traité de Varsovie sur l'Europe de l'Est
- TNP

### 1971
- Convention sur les substances psychotropes de 1971
- Five Power Defence Arrangements, Australie, Nlle Zélande, G-B, Malaisie, Singapore
- Convention de Ramsar, sur les zones humides
- Arrangement de Strasbourg concernant la classification internationale des brevets
- Convention pour la répression d'actes illicites contre la sécurité de l'aviation civile
- Traité de désarmement sur le fond des mers et des océans
- Traité indo-soviétique d'amitié et de coopération entre l'Inde et l'Urss

### 1972
- Accord d'Addis Abeba
- Traité ABM
- Traité fondamental entre les deux Allemagne
- Convention sur l'interdiction des armes biologiques
- Convention pour la protection des phoques de l'Antarctique
- Convention sur la prévention de la pollution des mers résultant de l'immersion de déchets
- Communiqué commun du gouvernement du Japon et du gouvernement de la république populaire de Chine
- Accord de Shimla entre le Pakistan et le Bangladesh

### 1973
- Convention sur le brevet européen
- Accords de paix de Paris sur la guerre du Viet-Nam
- Traité de Vientiane, entre le Laos et le Pathet Lao
- Accord sur le transfert des corps des personnes décédées

### 1974
- Accord Japon-Australie sur les oiseaux migrateurs
- Traité sur la limitation des essais souterrains d'armes nucléaires

### 1975
- 26 février : traité du Río Uruguay sur le fleuve Uruguay.
- 28 mai : traité de Lagos (en)
- 10 novembre : traité d'Osimo au sujet de Trieste

### 1976
- Convention sur l'interdiction d'utiliser des techniques de modification de l'environnement à des fins militaires ou toutes autres fins hostiles
- Traité d'amitié et de coopération pour l'Asie du Sud-Est
- Droit maritime
- Convention sur la limitation de la responsabilité en matière de créances maritimes

### 1977
- Traités Torrijos-Carter

### 1978
- Accords de Camp David
- Traité de paix et d'amitié entre le Japon et la république populaire de Chine

### 1979
- Traité de paix israélo-égyptien
- Traité sur la Lune
- 'Traité de paix israélo-égyptien
- Traité d'Athènes (1979)
- Traité de Montevidéo sur le conflit du Beagle

### 1983
- Traité de paix israélo-égyptien
- Traité sur la Lune, multilatéral
- Closer Economic Relations entre l'Australie et la Nouvelle-Zélande

### 1984
- Traité de Paix et d'Amitié entre l'Argentine et le Chili de 1984

### 1990
- 12 septembre : traité de Moscou entre d'une part la RFA et la RDA et d'autre part la France, les États-Unis, le Royaume-Uni et l'URSS. Sa signature le 12 septembre 1990 à Moscou ouvrit la voie de la réunification allemande. Texte intégral :

### 1991
- 26 mars : traité d'Asunción vise à mettre le Mercosur en vigueur.
- Accord de Brioni, fin de la guerre en Slovénie
- Traité d'Abuja, crée la Communauté économique africaine
- 8 décembre : accord de Minsk met fin à l'URSS et crée la CEI
- les accords de paix de Paris 23 octobre 1991

### 1992
- 7 février : traité sur l'Union européenne de Maastricht établit l'Union européenne
- 2 mars : traité Ciel ouvert sur l'espace aérien.
- 24 juin : accords de Sotchi (en), entre la Géorgie et l'Ossétie du Sud.

### 1993
- 13 janvier : convention de Paris sur l'interdiction des armes chimiques.
- 13 septembre : accords d'Oslo entre Israël et les palestiniens

### 1994
- 14 janvier : accords du Kremlin (en), réduit les armes nucléaires en Russie et Ukraine.
- 24 juin : traité de Corfou, élargissement de l'Union européenne.
- 24 septembre : Accords sur la sécurité nucléaire.
- traité de Minsk concerne la guerre du Haut-Karabagh
- Convention des Nations unies sur la lutte contre la désertification
- Convention des Nations unies sur le droit de la mer

### 1995
- Accords de Dayton, fin de la guerre en Bosnie
- traité de sécurité collective défense commune de certains pays de la CEI
- Accord général sur le commerce des services

### 1996
- 31 août : les accords de Khassaviourt mettent fin à la première guerre de Tchéchénie (1994-1996).
- 10 septembre : Traité d'interdiction complète des essais nucléaires
- 20 décembre : Traité de l'OMPI sur le droit d'auteur et Traité de l'OMPI sur les interprétations et exécutions et les phonogrammes.

### 1997
- 18 septembre : convention d'Ottawa sur l'interdiction des mines antipersonnel.
- 2 octobre : le traité d'Amsterdam a pour objectif de créer un « espace de liberté, de sécurité et de justice en Europe » ébauchant le principe d'une coopération judiciaire.
- 11 décembre : le protocole de Kyoto est un accord international visant à la réduction d'émissions de gaz à effet de serre.

### 1998
- 10 avril : l'accord de Belfast, ou accord du Vendredi saint met fin au troubles (1969-1998) en Irlande du Nord.

### 1999
- Protocole sur la pollution de l'air (en)

### 2000
- 23 juin : l'accord de Cotonou, conclu entre les États d'Afrique, Caraïbes et Pacifique et l'Union européenne, a pour objectif de rétablir les équilibres macro-économiques, de développer le secteur privé, d'améliorer les services sociaux, de favoriser l'intégration régionale, de promouvoir l'égalité des chances hommes-femmes, de protéger l'environnement et d'abolir de manière progressive et réciproque les entraves aux échanges commerciaux.
- Traité de Jeddah (en), sur la frontière entre le Yémen et l'Arabie Saoudite.

## XXIesiècle

### 2001
- 19 février : la convention de Victoria fixe la frontière entre la France et les Seychelles.
- 26 février : le traité de Nice définit les réformes institutionnelles nécessaires pour un nouvel élargissement de l'Union européenne.
- 22 mai : convention de Stockholm sur les polluants organiques persistants.
- 7 juin : Organisation pour la démocratie et le développement entre l'Azerbaïdjan, la Géorgie, la Moldavie et l'Ukraine.
- Juin : Accord sur la conservation des albatros et des pétrels.
- 16 juillet : Traité sino-russe d'amitié
- 8 août : les accords d'Ohrid mettent fin à l'insurrection albanaise en Macédoine (2001).
- Septembre : Protocole sur la culture et le traitement des fèves de cacao.
- 2 novembre : Convention sur la protection du patrimoine culturel subaquatique.
- 3 novembre : Traité international sur les ressources phytogénétiques pour l'alimentation et l'agriculture.
- 23 novembre : Convention de Budapest sur la cybercriminalité.

### 2002
- 19 avril : l'accord de Sun City tente de mettre fin à la deuxième guerre du Congo.
- Avril : la Convention sur la diversité biologique des Nations unies présente un programme stratégique mondial pour la conservation des plantes.
- 24 mai : Traité de réduction des arsenaux nucléaires stratégiques entre les États-Unis et la Russie.
- 6 août : la loi sur l'éradication de la drogue et la promotion du commerce andin est une étape de la guerre contre les drogues menée par États-Unis.
- 3 décembre : le traité de Gand, ou second traité de la Meuse, vise à gérer internationalement le bassin hydrographique de la Meuse.
- 16 décembre : l'accord global et inclusif de Pretoria est une nouvelle tentative de mettre fin à la deuxième guerre du Congo. Le même jour, l'accord Berlin + pose le principe d'une coopération politique et militaire étroite entre l'OTAN et l'Union européenne.

### 2003
- 26 janvier : l'accord d'Accra, ou accords de Linas-Marcoussis, met fin à la guerre civile en Côte d'Ivoire (2002-2003).
- 16 avril : le traité d'Athènes est le traité d'adhésion de Chypre, de l'Estonie, de la Hongrie, de la Lettonie, de la Lituanie, de Malte, de la Pologne, de la Slovaquie, de la Slovénie et de la République tchèque à l'Union européenne.
- 21 mai : Convention-cadre de l'Organisation mondiale de la santé pour la lutte antitabac.
- 6 juin : accord de libre-échange entre le Chili et les États-Unis.
- 31 octobre : Convention des Nations unies contre la corruption.
- 1er décembre : l'accord, ou initiative de Genève, est un plan de paix alternatif pour résoudre le conflit israëlo-palestinien.

### 2004
- 18 mai : Accord de libre-échange entre l'Australie et les États-Unis.
- 22 mai : la ligue des États arabes adopte la Charte arabe des droits de l'homme.
- 15 juin : Accord de libre-échange entre les États-Unis et le Maroc.

### 2005
- 25 avril : le traité de Luxembourg est le traité d'adhésion de la Bulgarie et de la Roumanie à l'Union européenne.
- 16 mai : Convention du Conseil de l'Europe sur la lutte contre la traite des êtres humains.
- 27 mai : le traité de Prüm renforce la coopération policière et judiciaire en matière pénale entre l'Allemagne, l'Autriche, la Belgique, l'Espagne, la France, le Luxembourg et les Pays-Bas.
- 3 juin : premier accord de partenariat transpacifique.
- 20 octobre : Convention sur la protection et la promotion de la diversité des expressions culturelles.
- 25 octobre : Traité instituant la Communauté de l'énergie.
- 23 novembre : Convention des Nations Unies sur l'utilisation de communications électroniques dans les contrats internationaux.

### 2006
- 8 septembre : le traité de Semipalatinsk crée une zone exempte d'armes nucléaires en Asie centrale.
- 22 novembre : Traité de libre-échange entre la Colombie et les États-Unis.
- 13 décembre : Convention relative aux droits des personnes handicapées.
- 20 décembre : Convention internationale pour la protection de toutes les personnes contre les disparitions forcées.

### 2007
- 4 mars : l'accord d'Ouagadougou conclu entre Laurent Gbagbo et le chef des Forces nouvelles, Guillaume Soro, ramène la paix en Côte d'Ivoire.
- 25 octobre : Convention du Conseil de l'Europe sur la protection des enfants contre l'exploitation et les abus sexuels.
- 26 octobre : Accord sur la conservation des gorilles et de leurs habitats.
- 20 novembre : charte de l'ASEAN adoptée par les États membres de l'association des Nations de l'Asie du Sud-Est.
- 13 décembre : le traité de Lisbonne réforme le traité sur le fonctionnement de l'Union européenne (1957) et celui sur l'Union européenne (1992).

### 2008
- 23 mai : traité constitutif de l'Union des nations sud-américaines (UNASUR) de douze États d'Amérique du Sud.
- 30 mai : Convention sur les armes à sous-munitions.

### 2009
- 15 octobre : la convention de Bridgetown fixe la frontière entre la Barbade et la France.
- 18 décembre : l'accord de Copenhague reconnaît l'importance de réduire les gaz à effet de serre.
- Convention d'extradition entre les Philippines et le Royaume-Uni[réf. nécessaire].
- Convention de Hong Kong pour le recyclage sûr et écologiquement rationnel des navires.

### 2010
- 8 avril : un nouveau traité pour la réduction et la limitation des armes stratégiques, le New START, est conclu entre les États-Unis et la Russie.
- 21 avril : les accords de Kharkov concernent l'utilisation de la base navale de Sébastopol en Ukraine par la flotte russe.
- 30 avril : Convention de l'Afrique centrale pour le contrôle des armes légères et de petit calibre, de leurs munitions et de toutes pièces et composantes pouvant servir à leur fabrication, réparation et assemblage.
- 15 septembre : l'accord de Mourmansk[10] fixe la frontière entre la Norvège et la Russie.
- 29 octobre : Protocole sur l'accès aux ressources génétiques et le partage juste et équitable des avantages découlant de leur utilisation.
- 2 novembre : les accords de Lancaster House, ou traités de Londres, visent à renforcer la coopération franco-britannique en matière de défense.

### 2011
- 11 mai : Convention du Conseil de l'Europe sur la prévention et la lutte contre la violence à l'égard des femmes et la violence domestique
- 12 mai : Accord de recherche et de sauvegarde en Arctique (en) signé par les huit membres du Conseil de l'Arctique.
- 1er octobre : l'accord commercial anti-contrefaçon est signé par l'Australie, le Canada, la Corée du Sud, les États-Unis, le Japon, le Maroc, la Nouvelle-Zélande et Singapour.
- 9 décembre : le traité de Bruxelles est le traité d'adhésion de la Croatie à l'Union européenne.

### 2012
- 26 janvier : l'accord commercial anti-contrefaçon est signé par vingt-deux États membres de l'Union européenne dont la France, l'Italie et le Royaume-Uni.
- 15 octobre : l'accord-cadre sur le Bangsamoro (en) est conclu entre le gouvernement philippin et le Front Moro islamique de libération dans le cadre de l'insurrection islamique aux Philippines.

### 2013
- 2 avril : Traité sur le commerce des armes.
- 1 mai : Accords intergouvernementaux sur les ports secs (en), accord entre plusieurs pays d'Asie et du Pacifique pour faciliter les échanges en Asie.
- 18 juin : l'accord d'Ouagadougou est conclu entre le gouvernement du Mali, le Haut conseil pour l'unité de l'Azawad et le Mouvement national pour la libération de l'Azawad dans le cadre de l'insurrection touarègue.
- 24 novembre : Accord préliminaire de Genève sur le programme nucléaire iranien.

### 2014
- 18 mars : Traité d'adhésion de la république de Crimée à la Russie.
- 21 mars et 12 septembre : Accord d'association entre l'Ukraine et l'Union européenne.
- 27 mars : par l'accord global sur le Bangsamoro (en), le gouvernement philippin accorde une plus large autonomie aux musulmans en échange d'un cessez-le-feu avec le Front Moro islamique de libération.
- 5 septembre : le premier protocole de Minsk est un accord de cessez-le-feu conclu entre les républiques populaires de Donetsk et de Lougansk, l'Ukraine et la Russie dans le cadre de la guerre du Donbass.
- 26 septembre : Accord économique et commercial global entre le Canada et l'Union européenne.

### 2015
- 11 février : le second protocole de Minsk, ou Minsk II, conclu grâce à la médiation de l'Allemagne, de la France et de la Russie, est une nouvelle tentative pour mettre fin à la guerre du Donbass en Ukraine.
- 15 mai et 20 juin : l'accord d'Alger tente de mettre fin à la guerre du Mali.
- 12 décembre : accord de Paris sur le climat

### 2017
- 7 juillet : Traité sur l'interdiction des armes nucléaires traité des Nations unies.

### 2018
- 12 juin : accord de Prespa entre la Grèce et la Macédoine du Nord, sur le nom de cette dernière.
- 12 août : Convention sur le statut de la mer Caspienne, accorde entre pays riverains
- 30 septembre : accord Canada–États-Unis–Mexique, traité de libre échange.

### 2019
- 23 janvier : traité d'Aix-la-Chapelle, traité d'amitié entre la France et l'Allemagne.